# Kastell Zeiselmauer

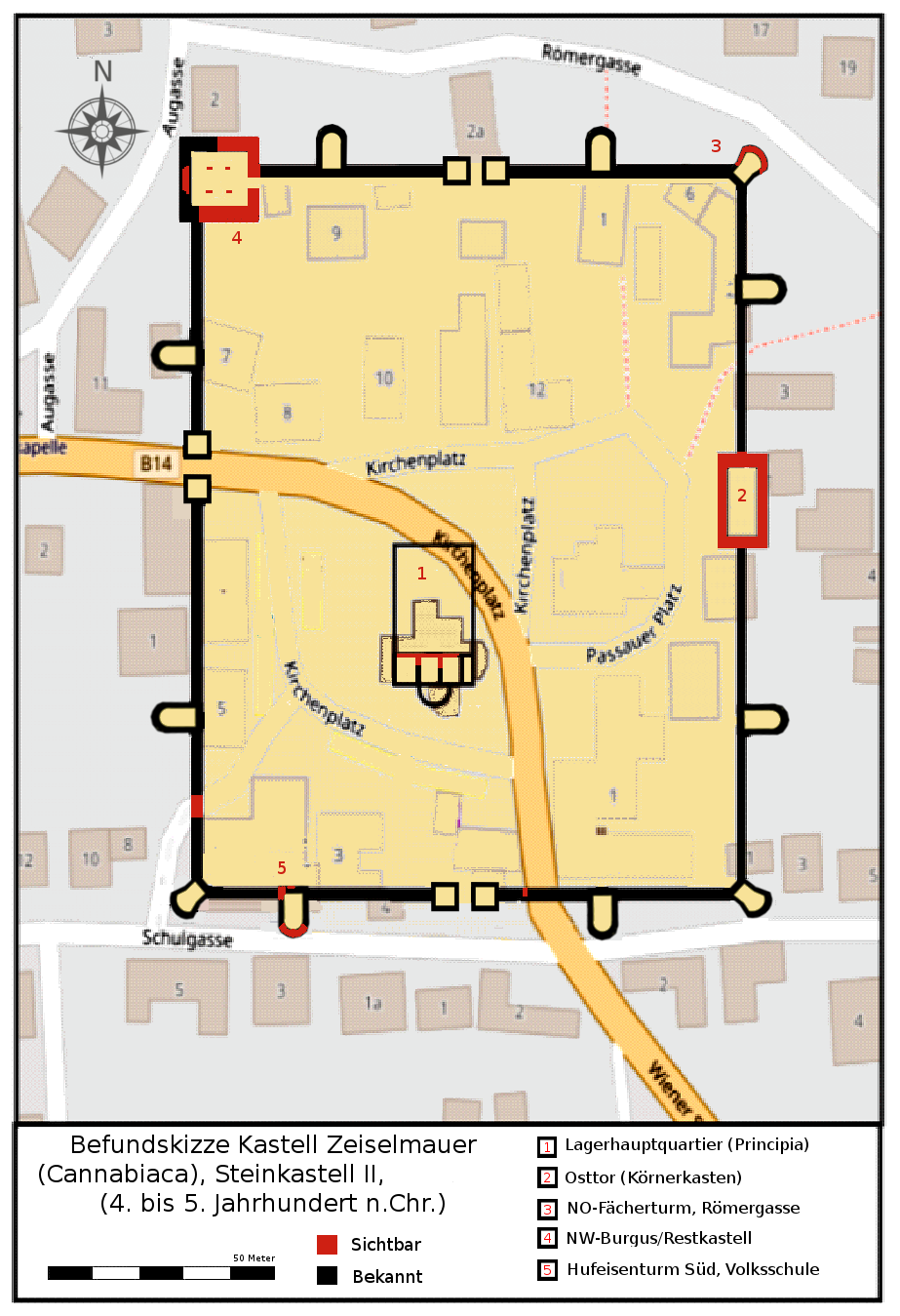
Skizze Grundriss des Steinkastells II

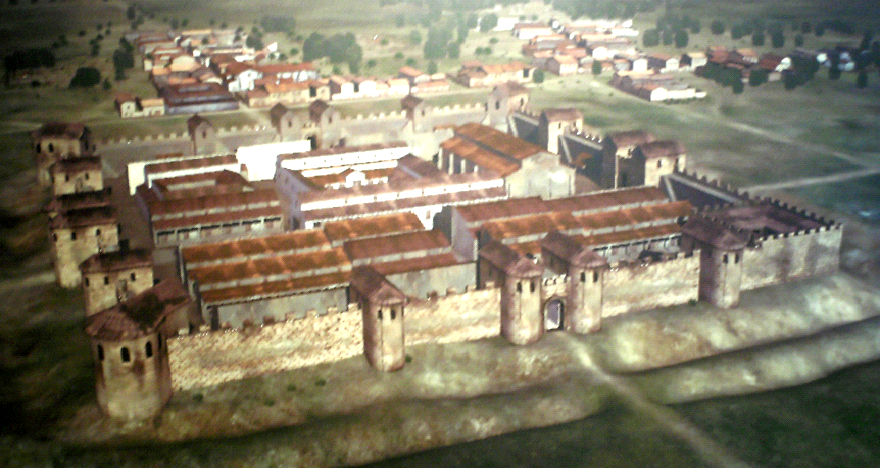
Rekonstruktionsversuch der letzten Bauphase des spätantiken Kastells, Blick aus NO, rechts der Burgus/Restkastell in der NW-Ecke

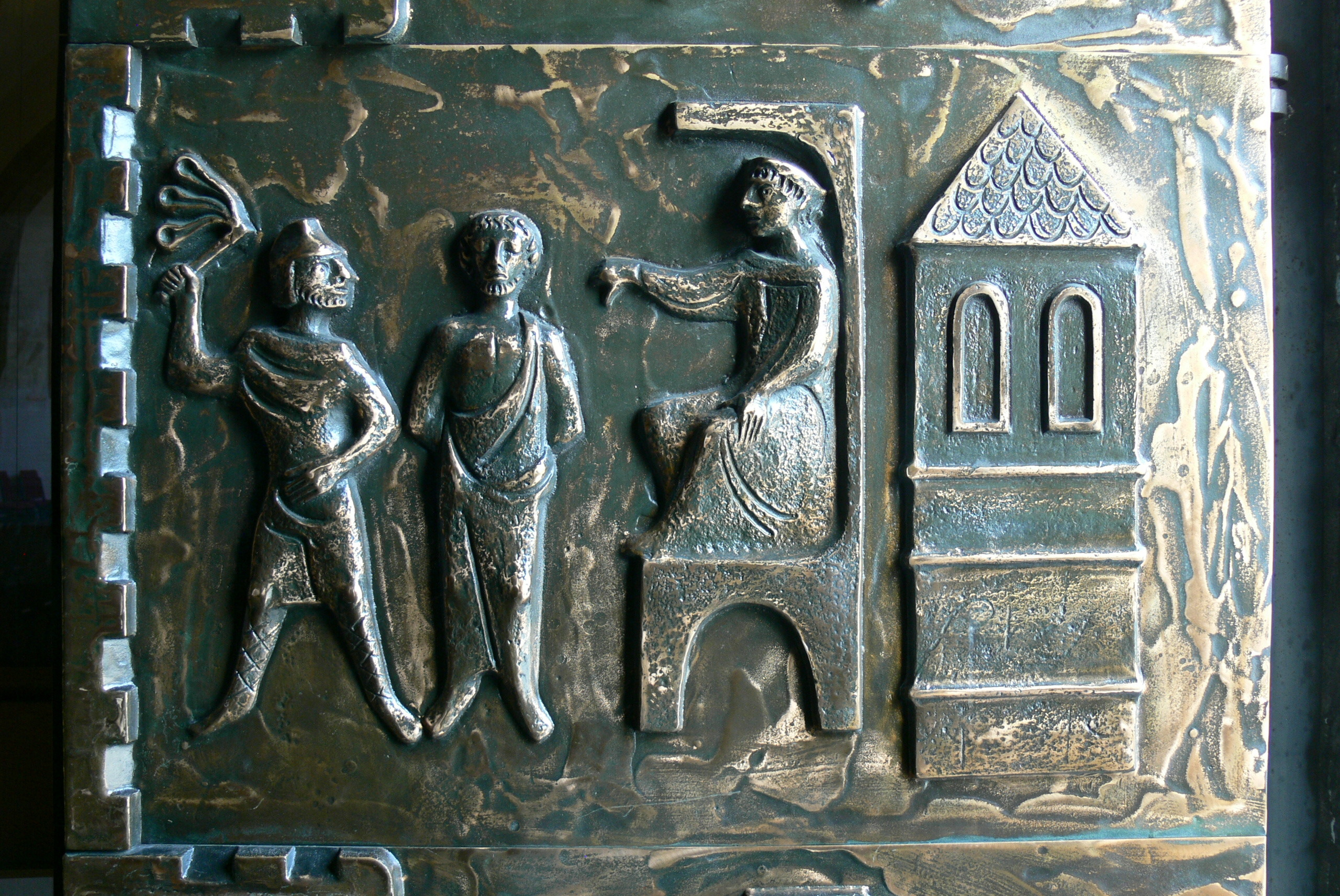
Die Verurteilung des hl. Florian durch den Statthalter Aquilinus, Relief am Tor der St. Laurentius-Basilika, Enns/Lorch

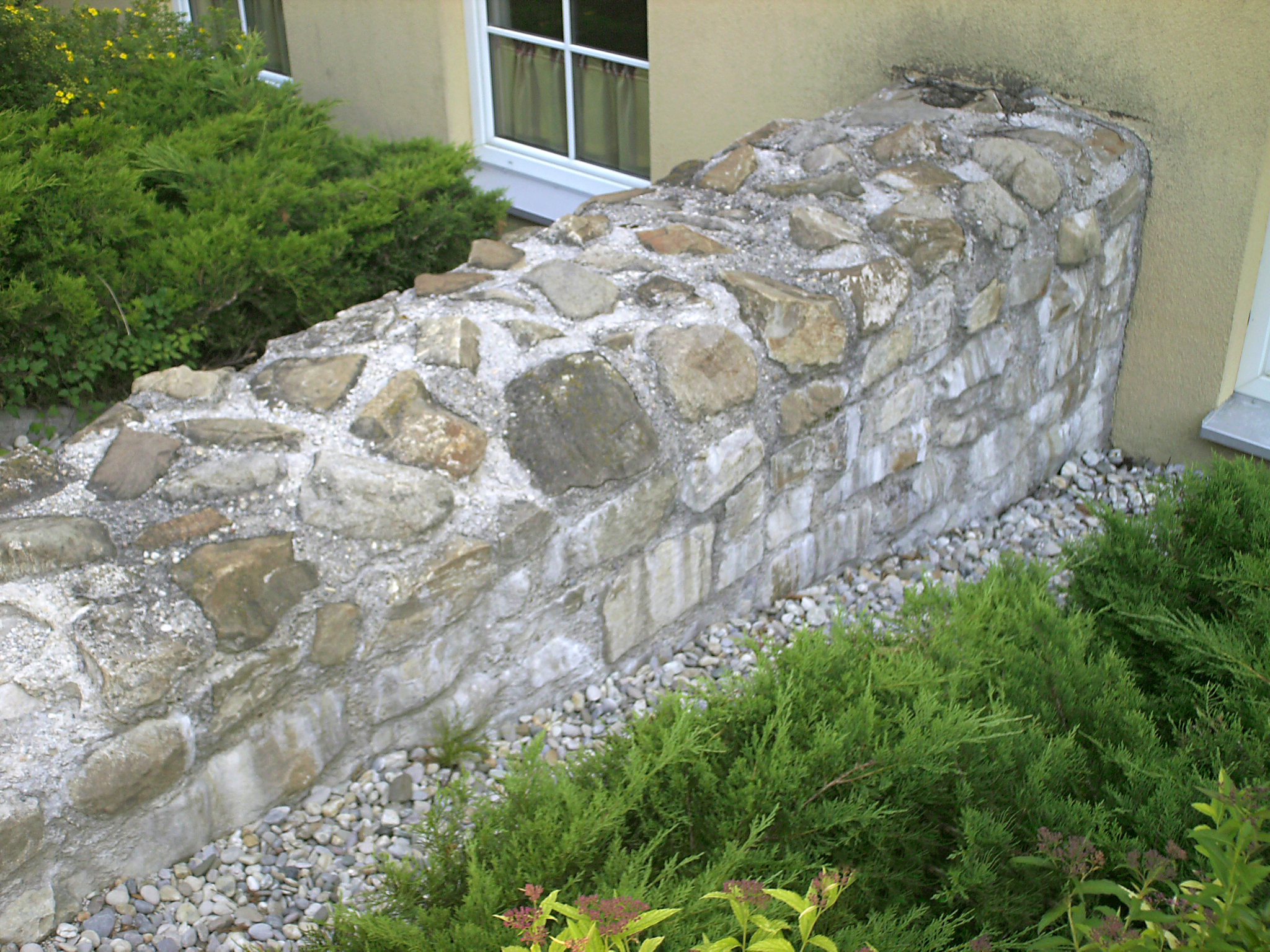
Freigelegter Rest der Westmauer beim Volksschulgebäude

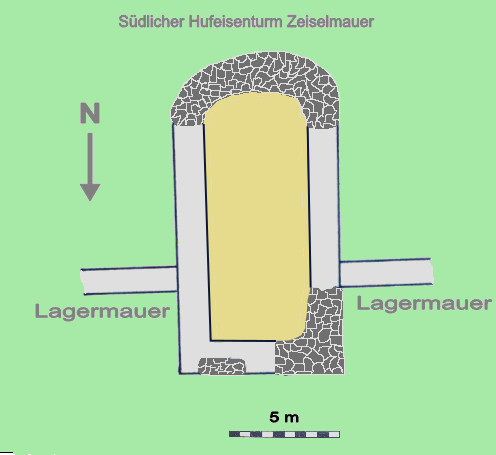
Skizze des Mauerbestandes des südlichen Hufeisenturmes im Keller der Volksschule

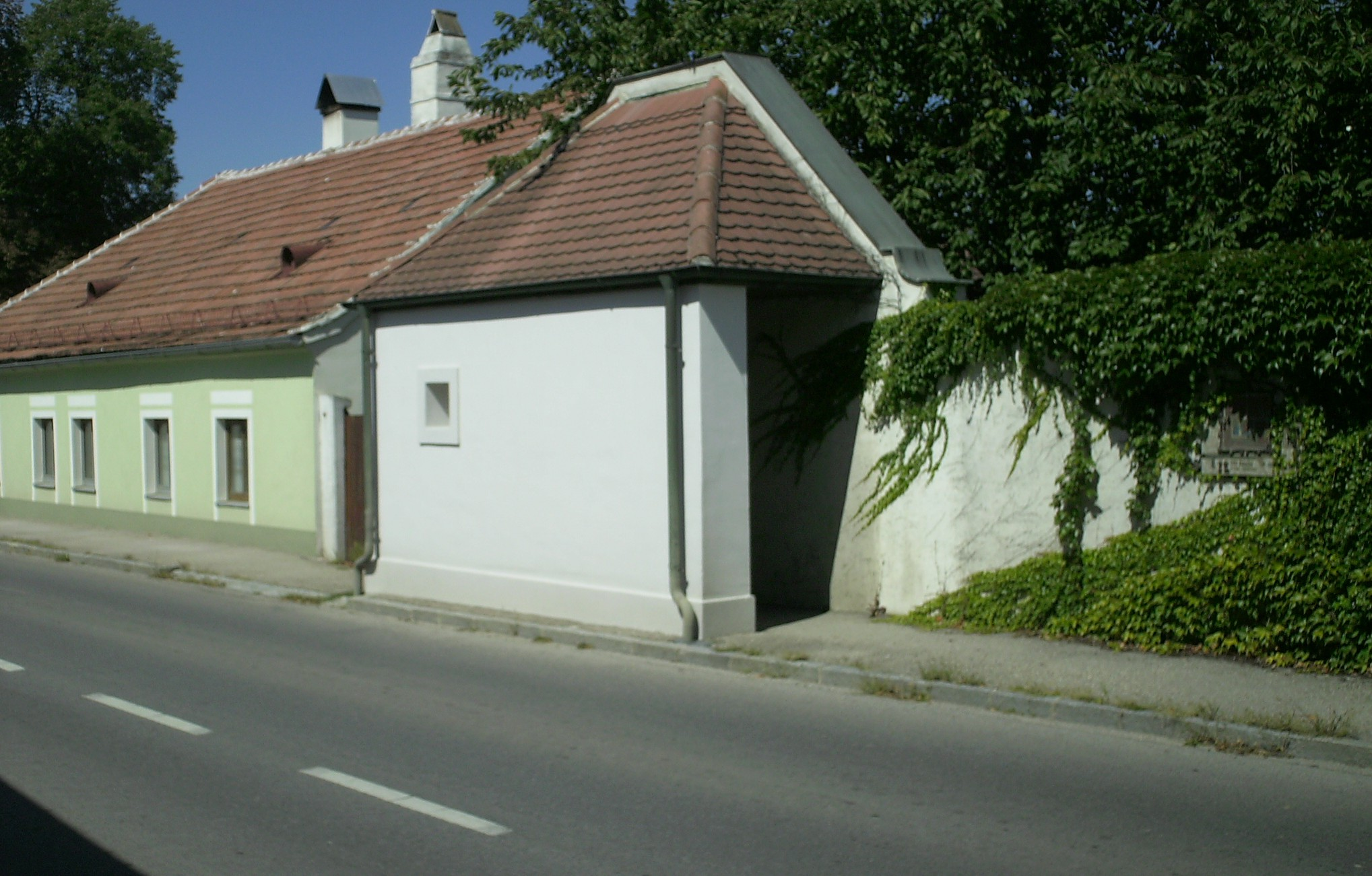
Durchgang an der Tullner Straße, er markiert den einstigen Standort des Westtores

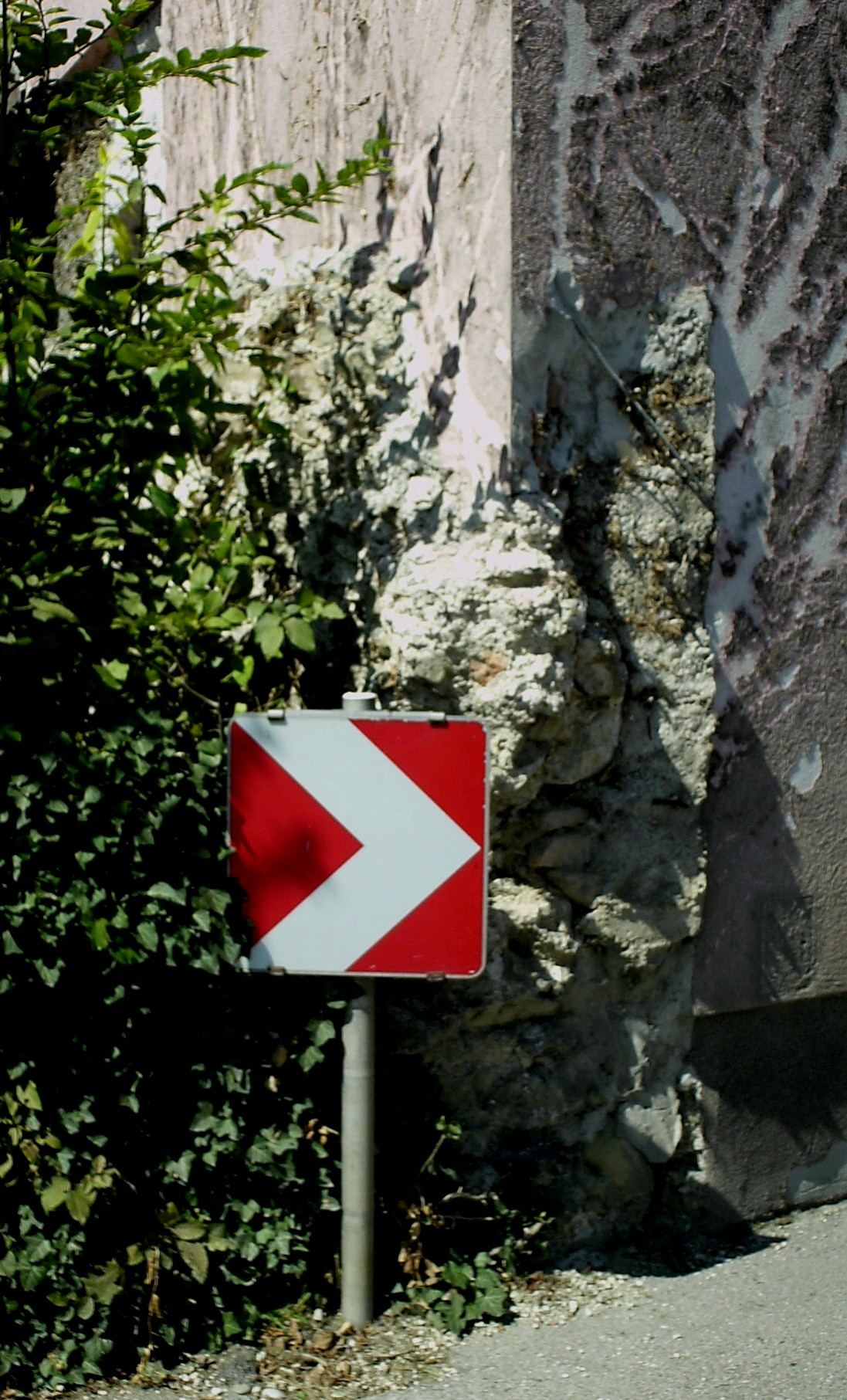
Rest der Kastellmauer an der SO-Ortsdurchfahrt

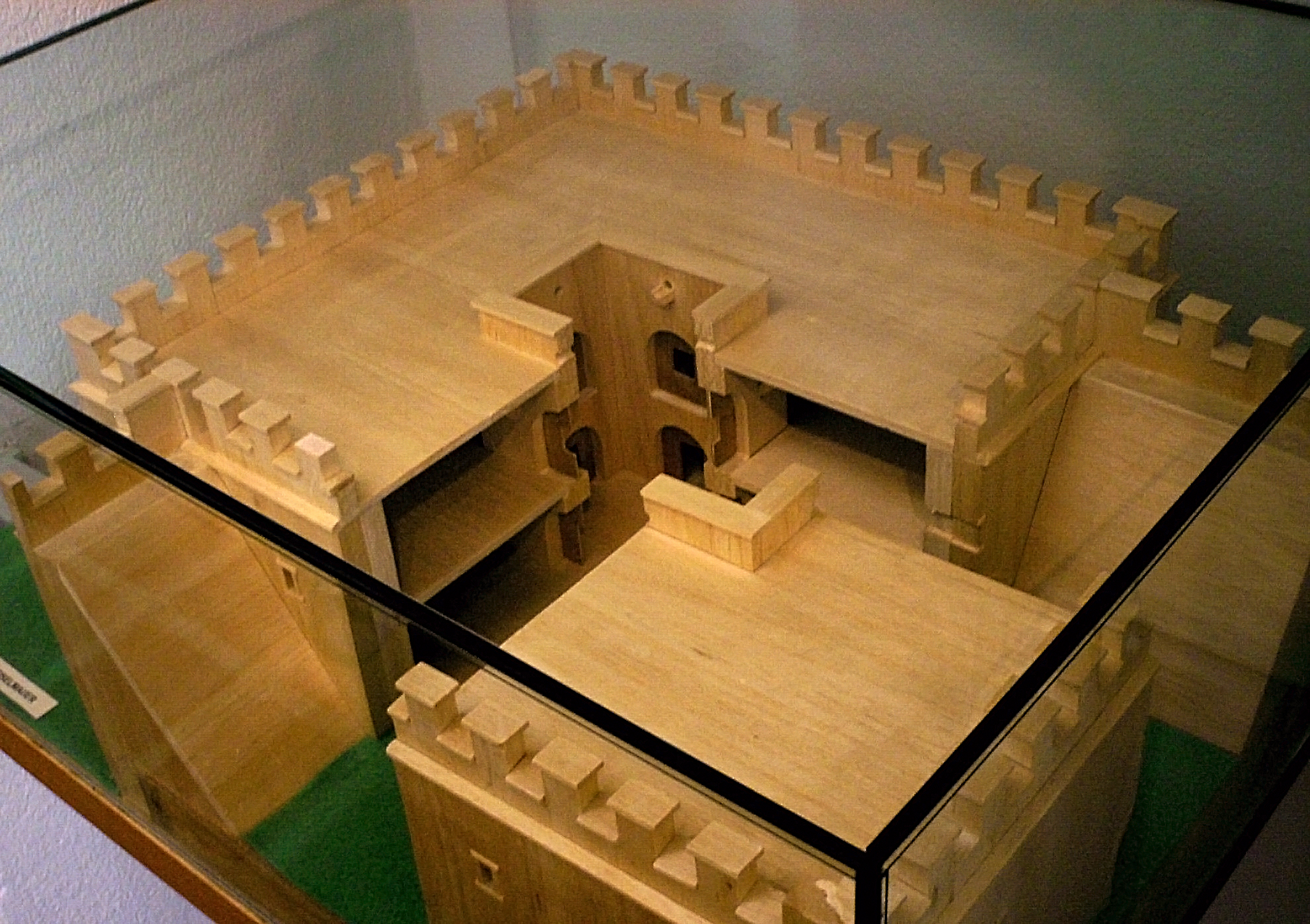
Rekonstruktionsmodell des Burgus mit Ansätzen der West- und Nordmauer, Ansicht von Süd-Ost (Römermuseum Tulln)

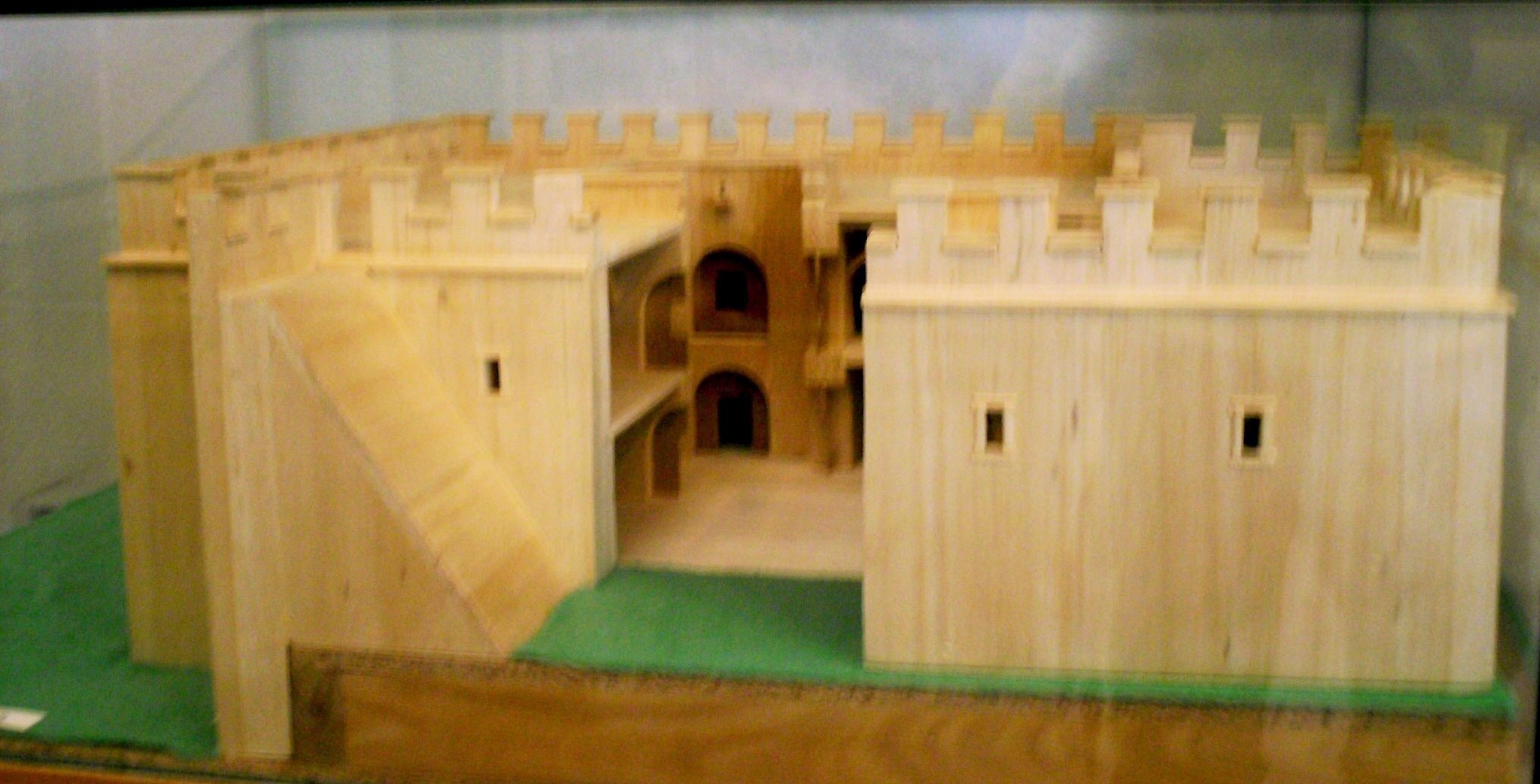
Ansicht von Süd

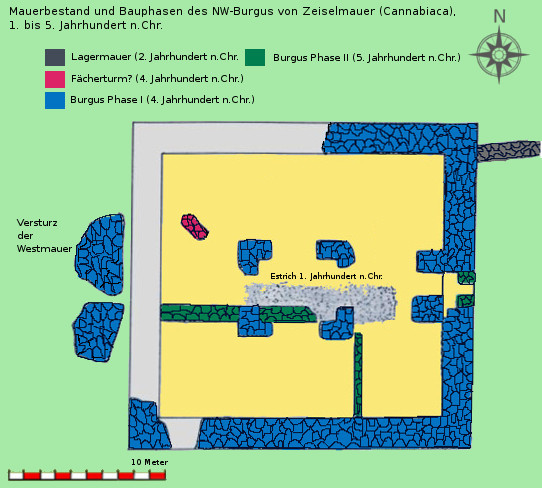
Skizze des Mauerbestandes und der einzelnen Bauphasen des NW Burgus

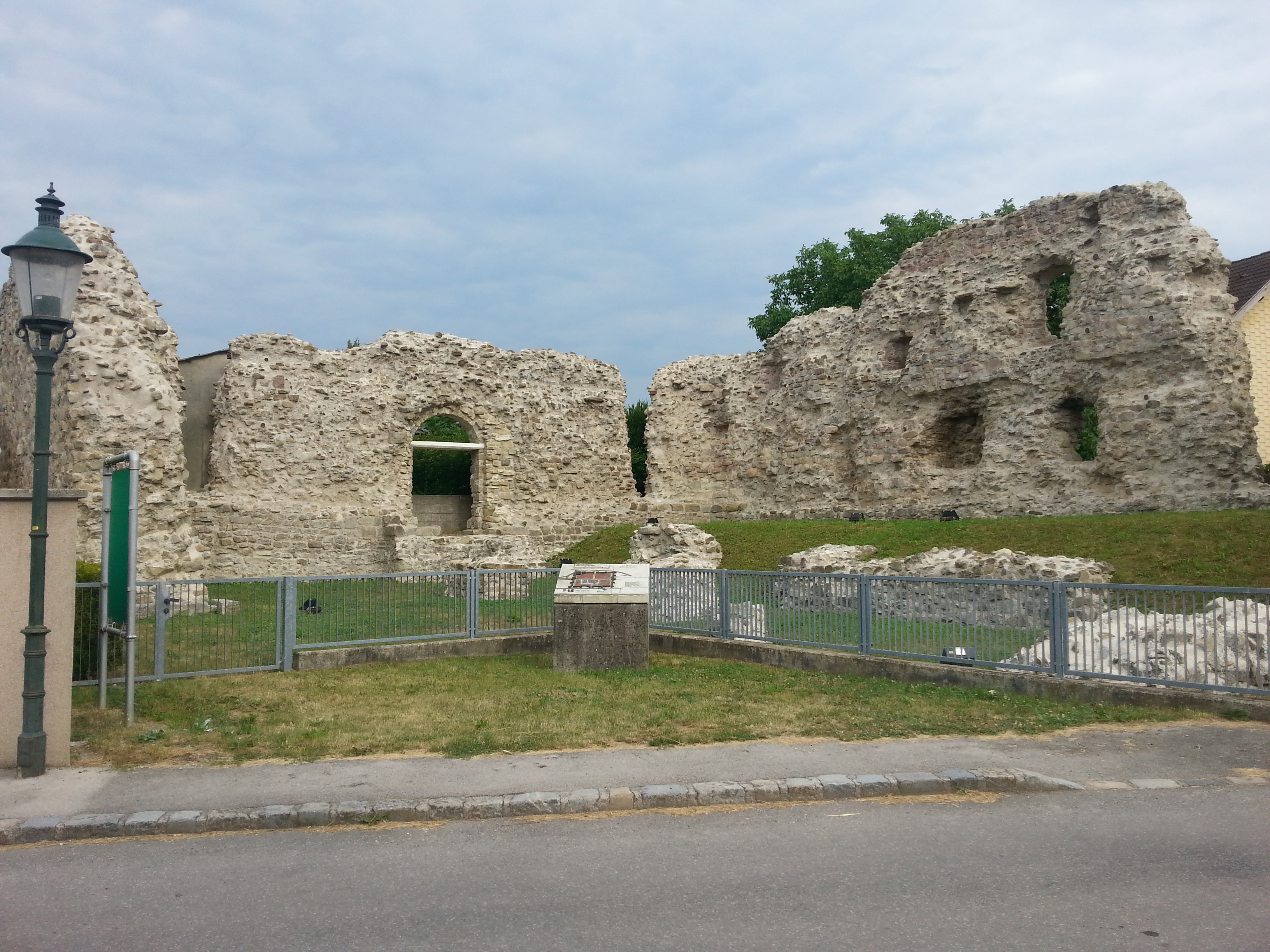
Schaugelände Burgus
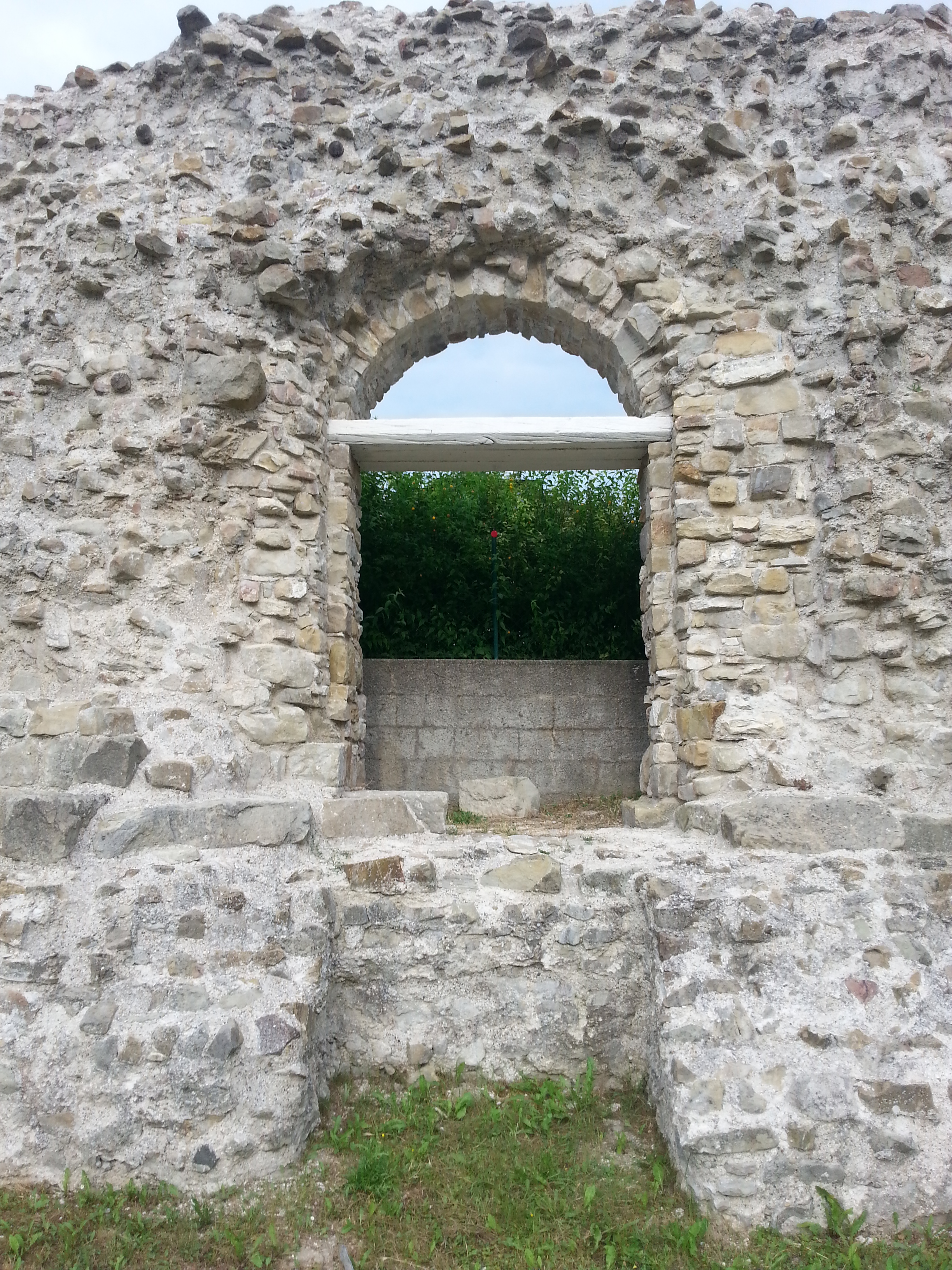
Blick auf das östliche, wieder auf Originalgröße rückgebaute Eingangstor
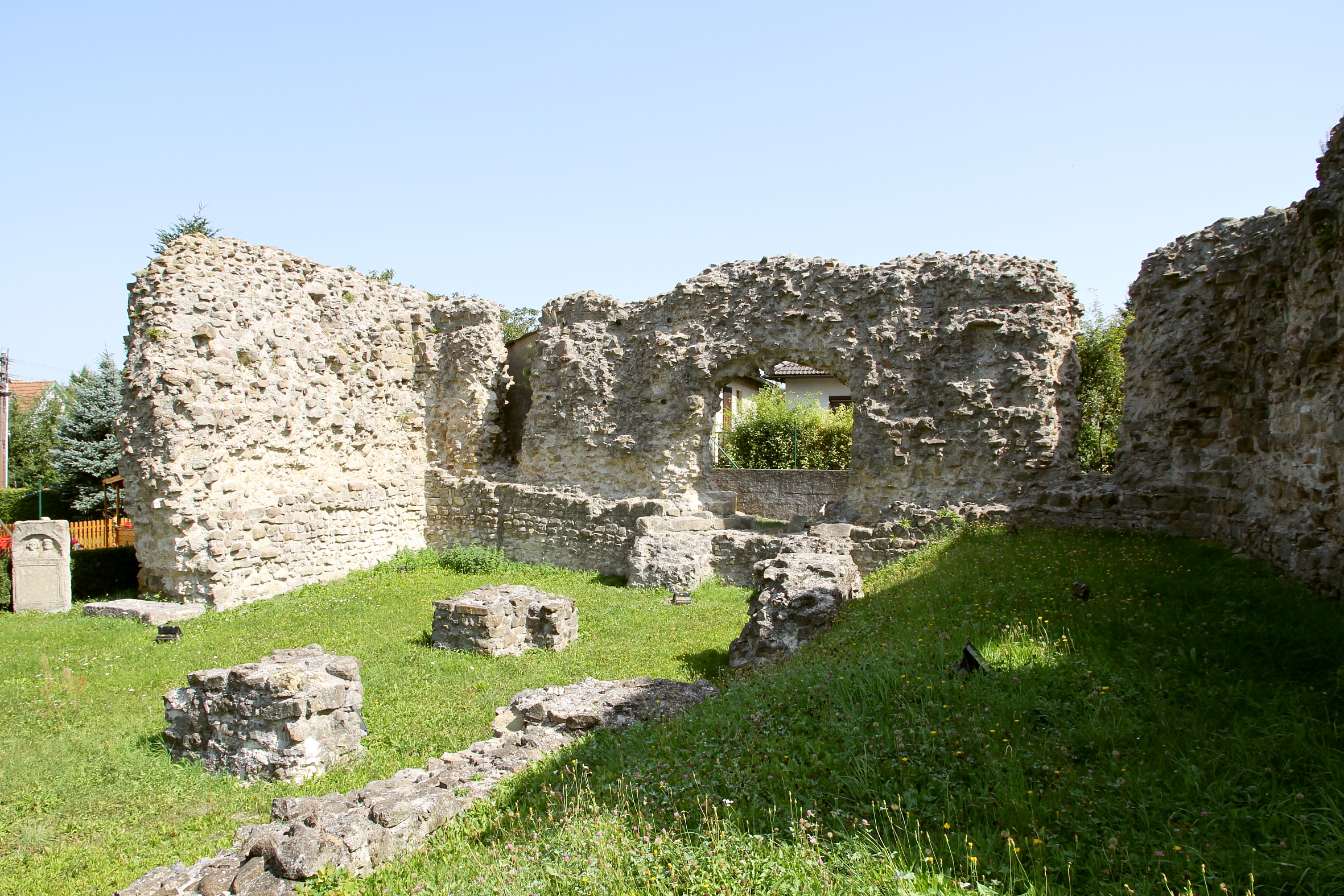
Ansicht von Südwest (2011)
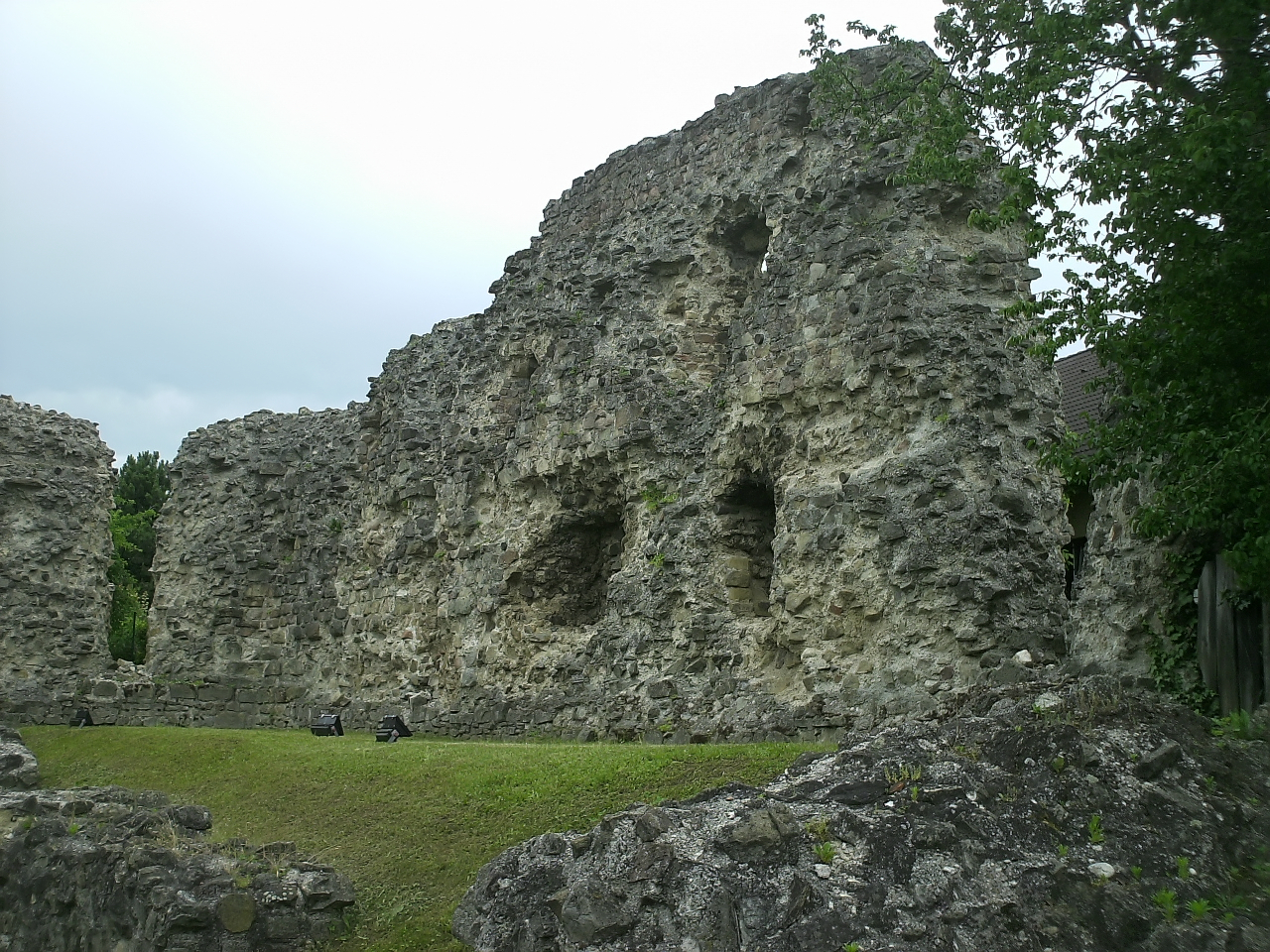
Die Reste der Südmauer (2009)
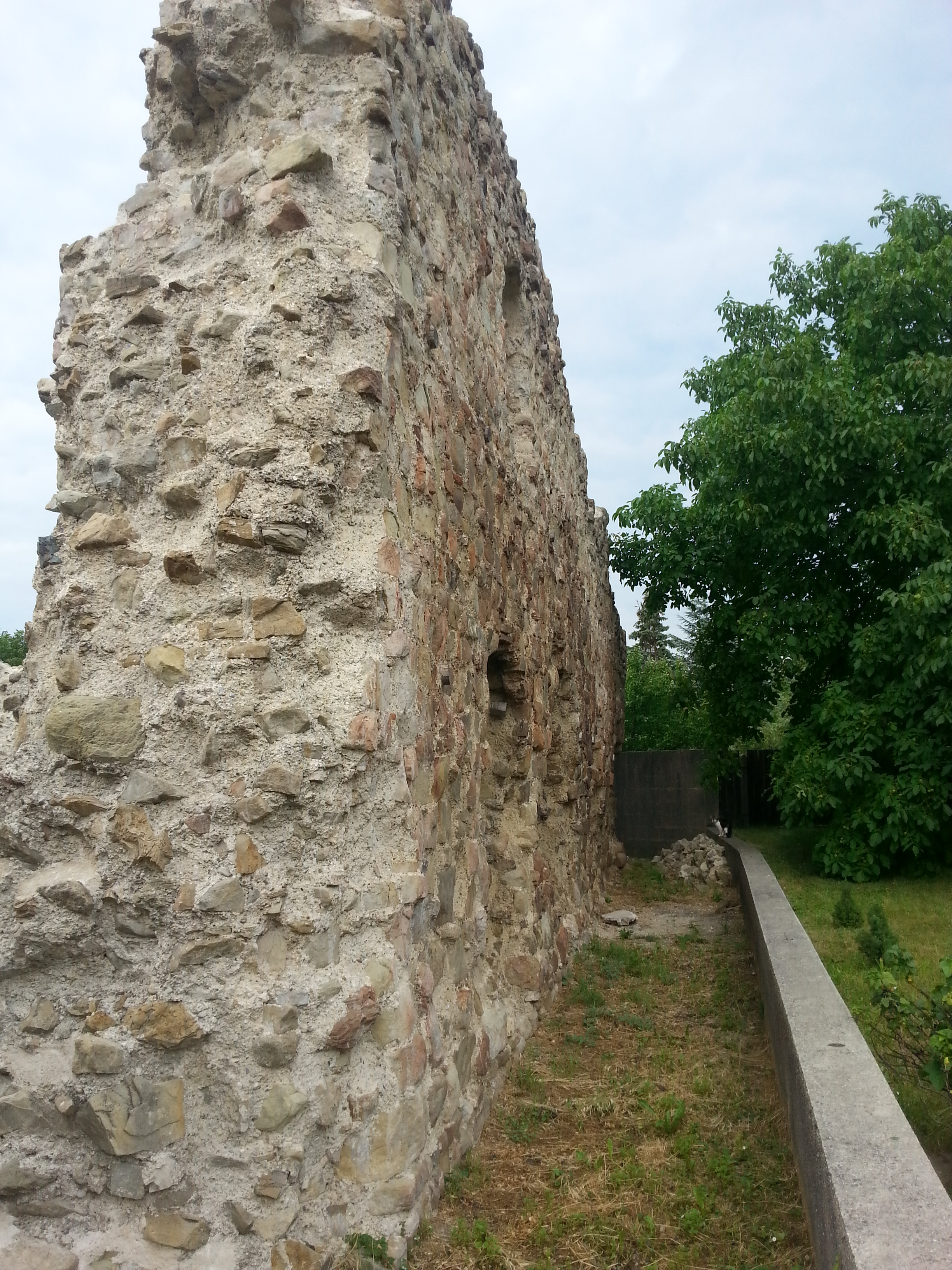
Außenseite der Südmauer
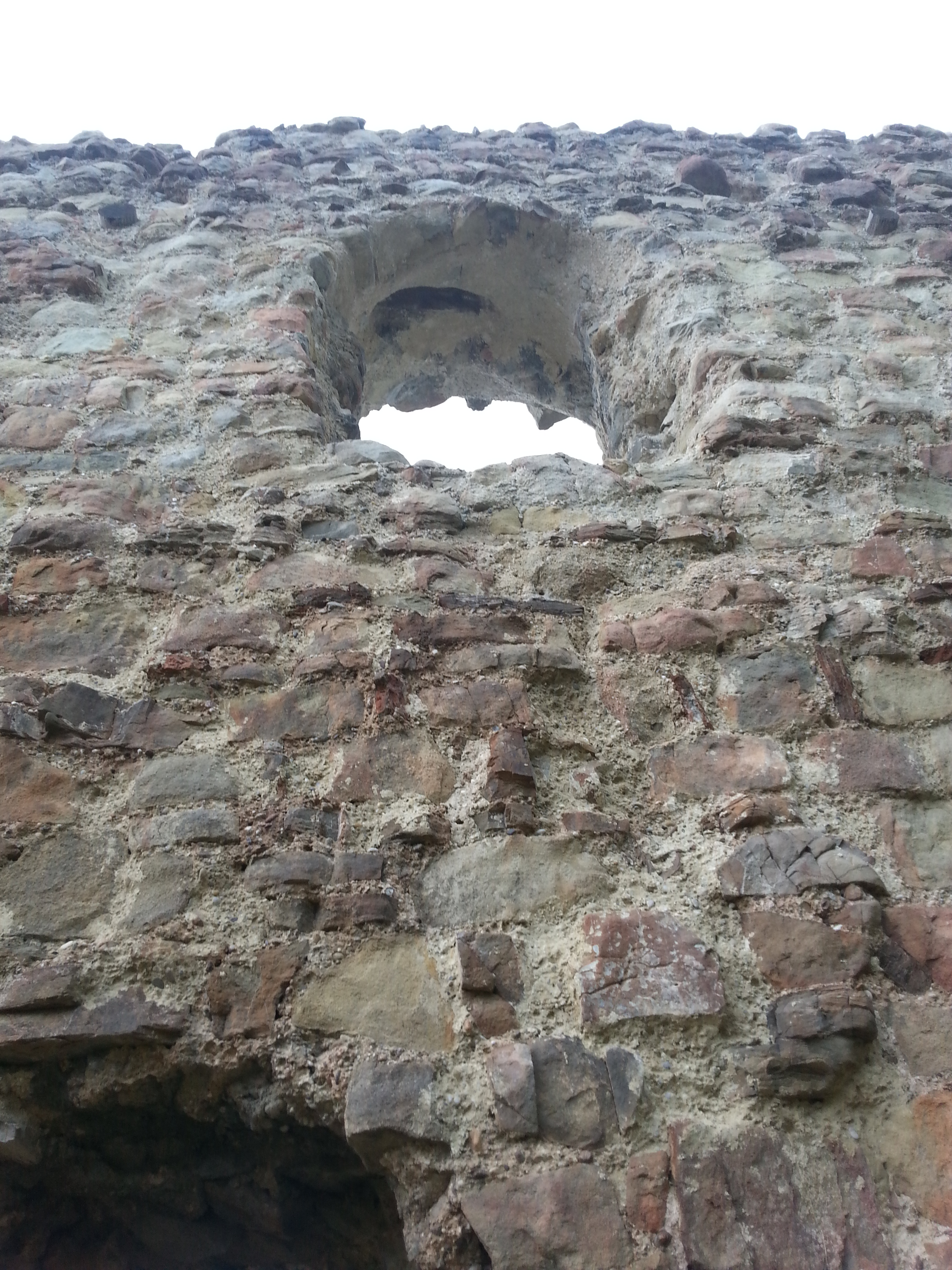
Bogenfenster in der Südmauer
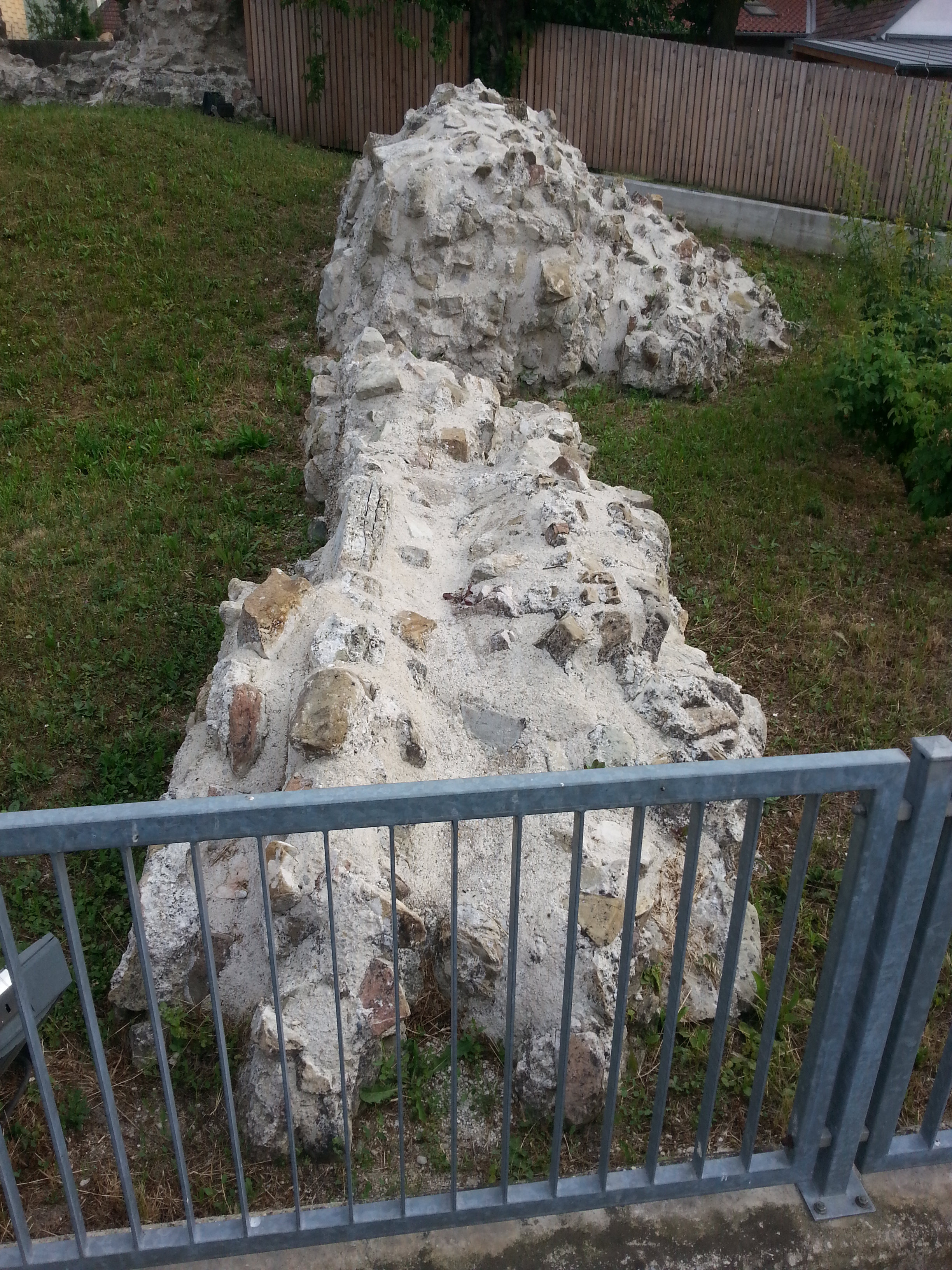
Bruchsteinkonglomerat der Westmauer
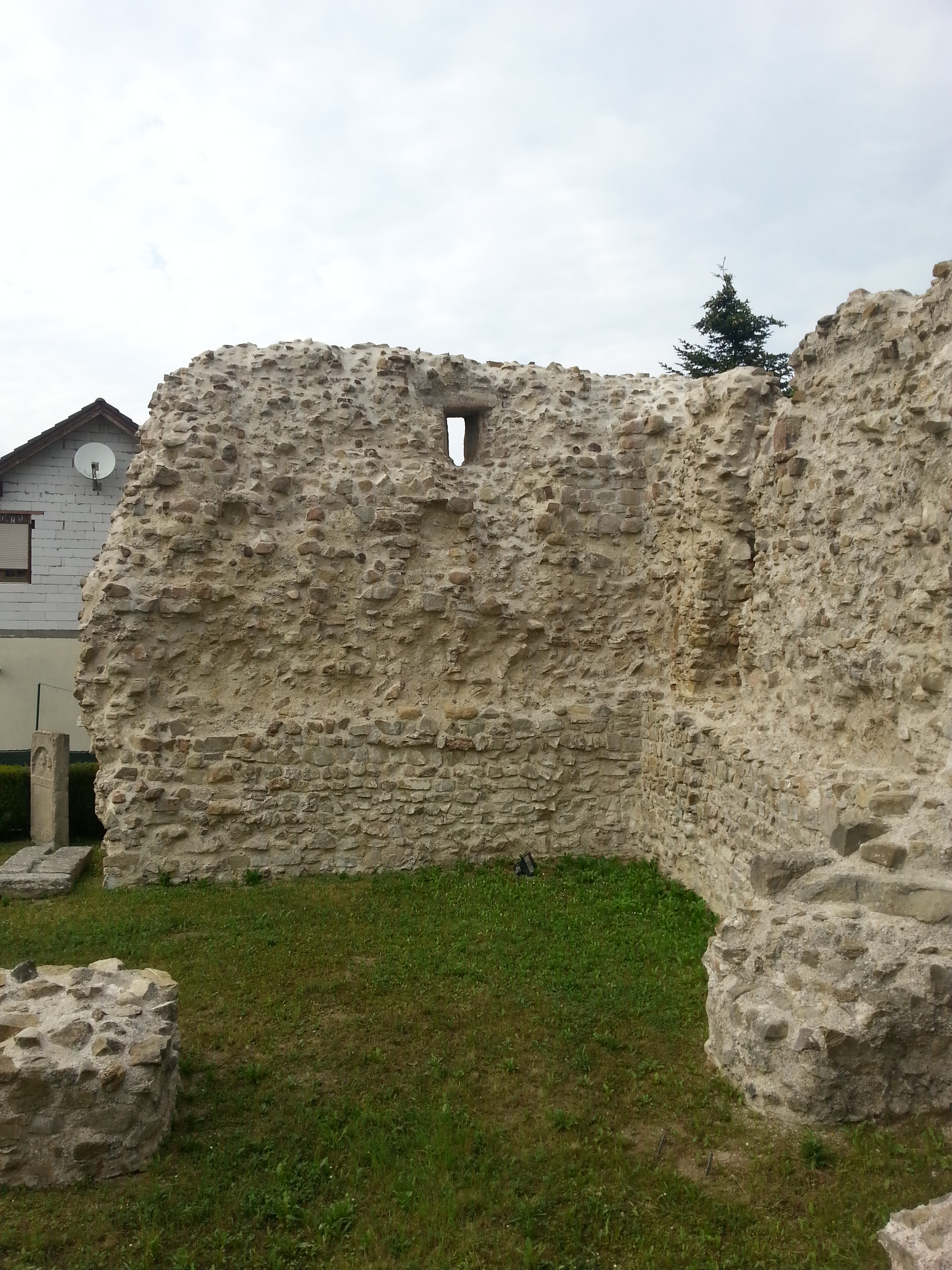
Die Reste der Nordmauer mit erhaltenem Schlitzfenster
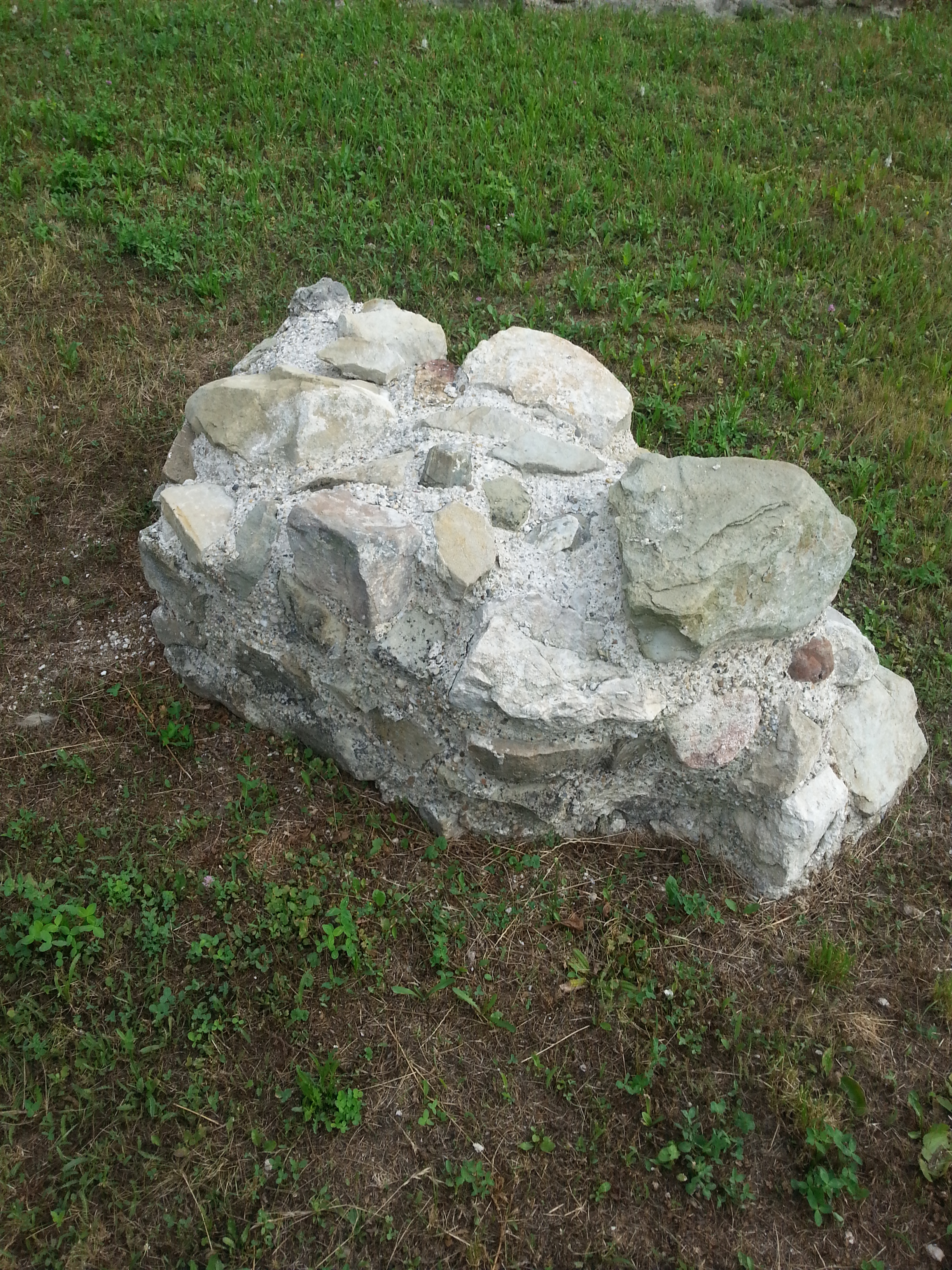
Mauerrest des NW-Fächerturms
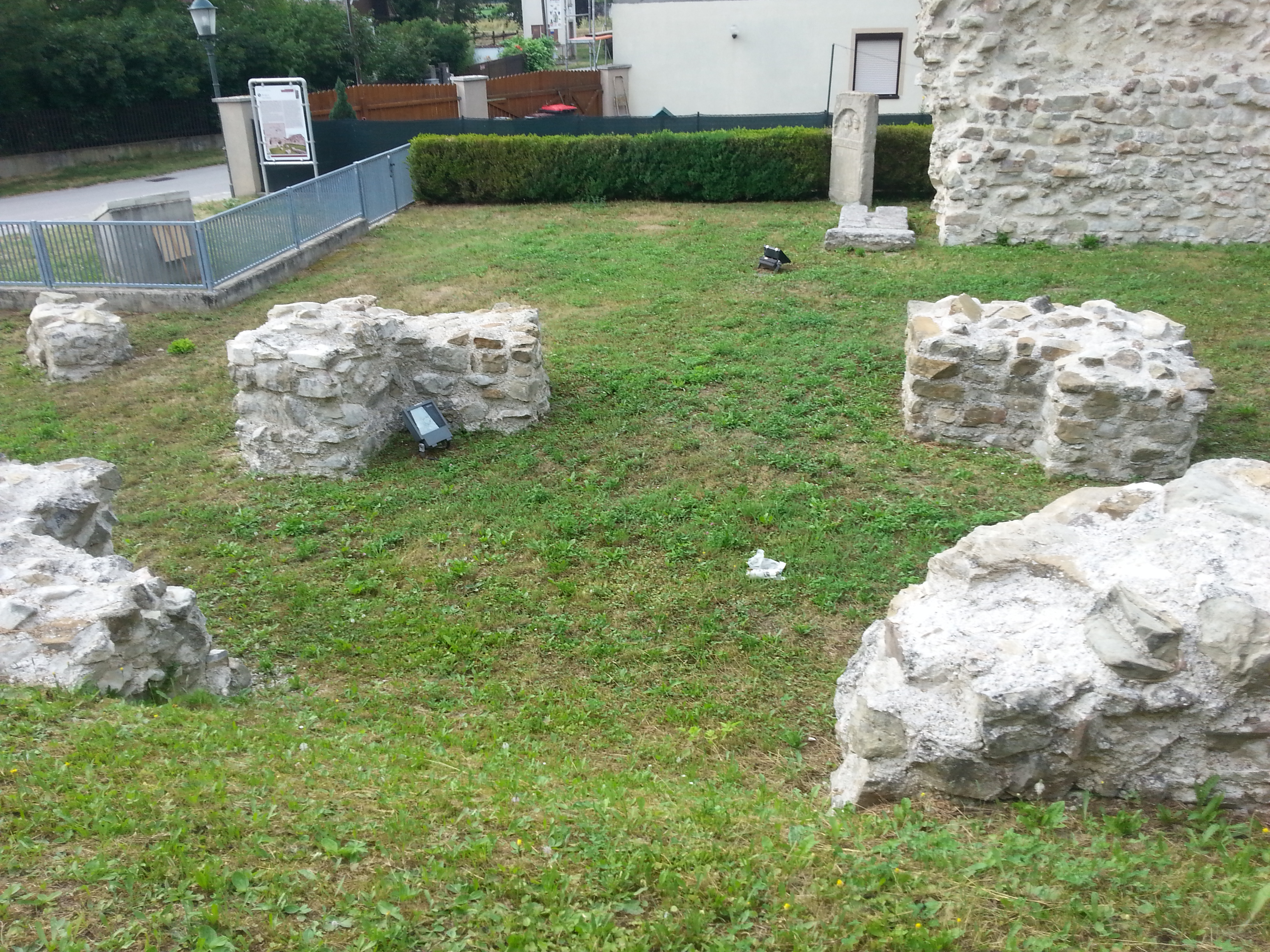
Hakenförmige Fundamente des inneren Lichthofes, Ansicht aus SO

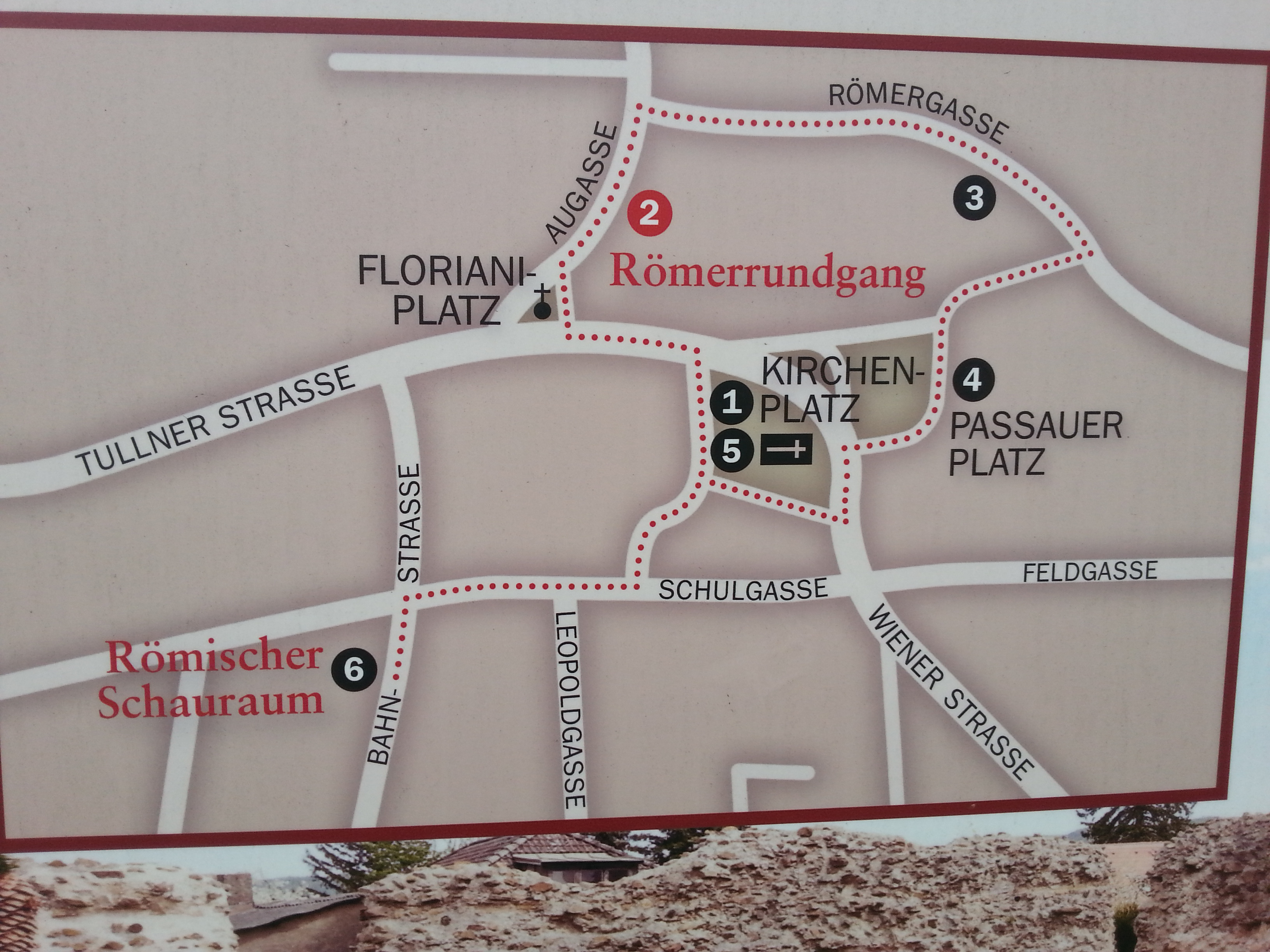
Römerrundgang Zeiselmauer

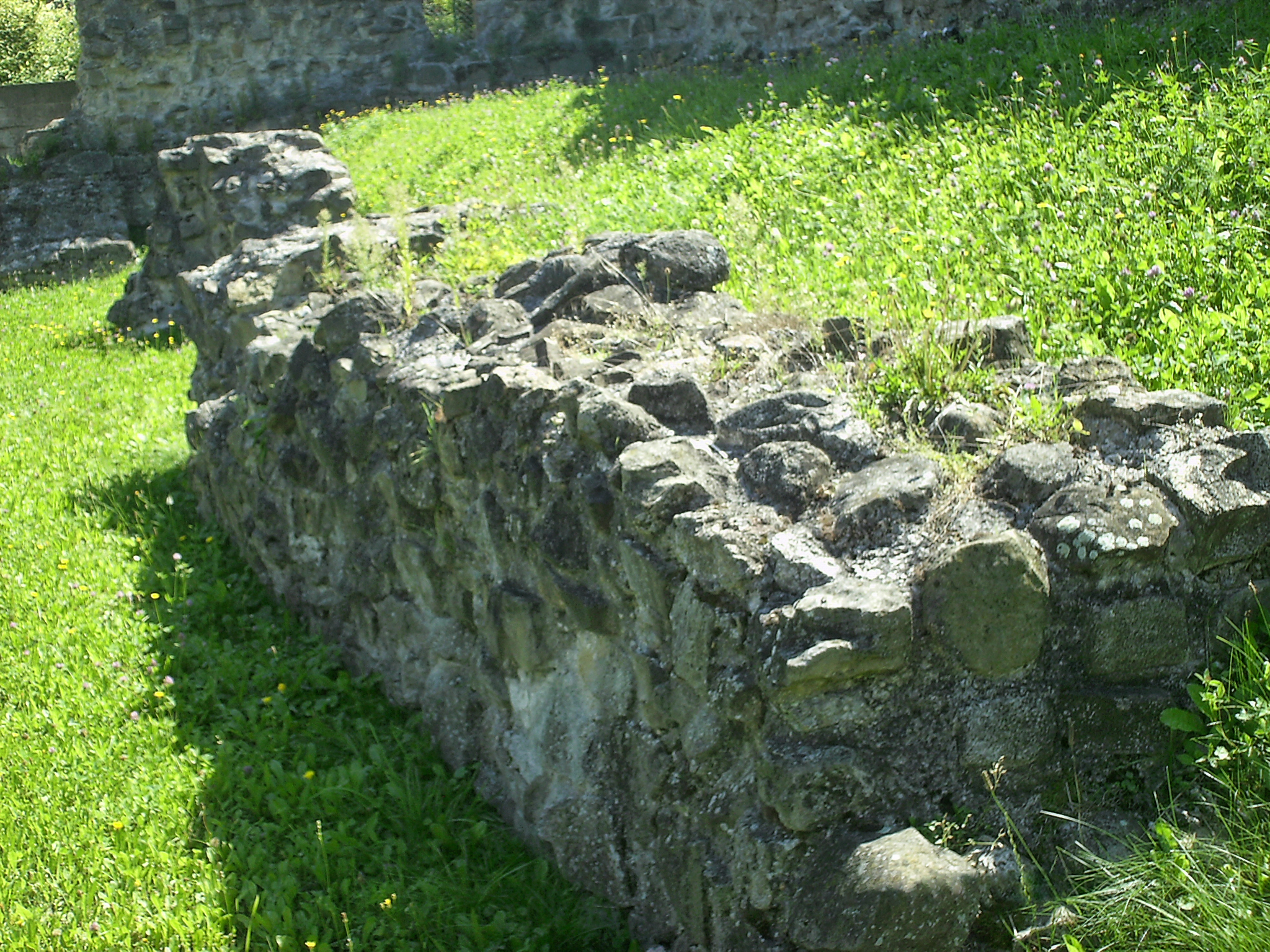
Von Ost nach West verlaufende Innenmauer des Burgus

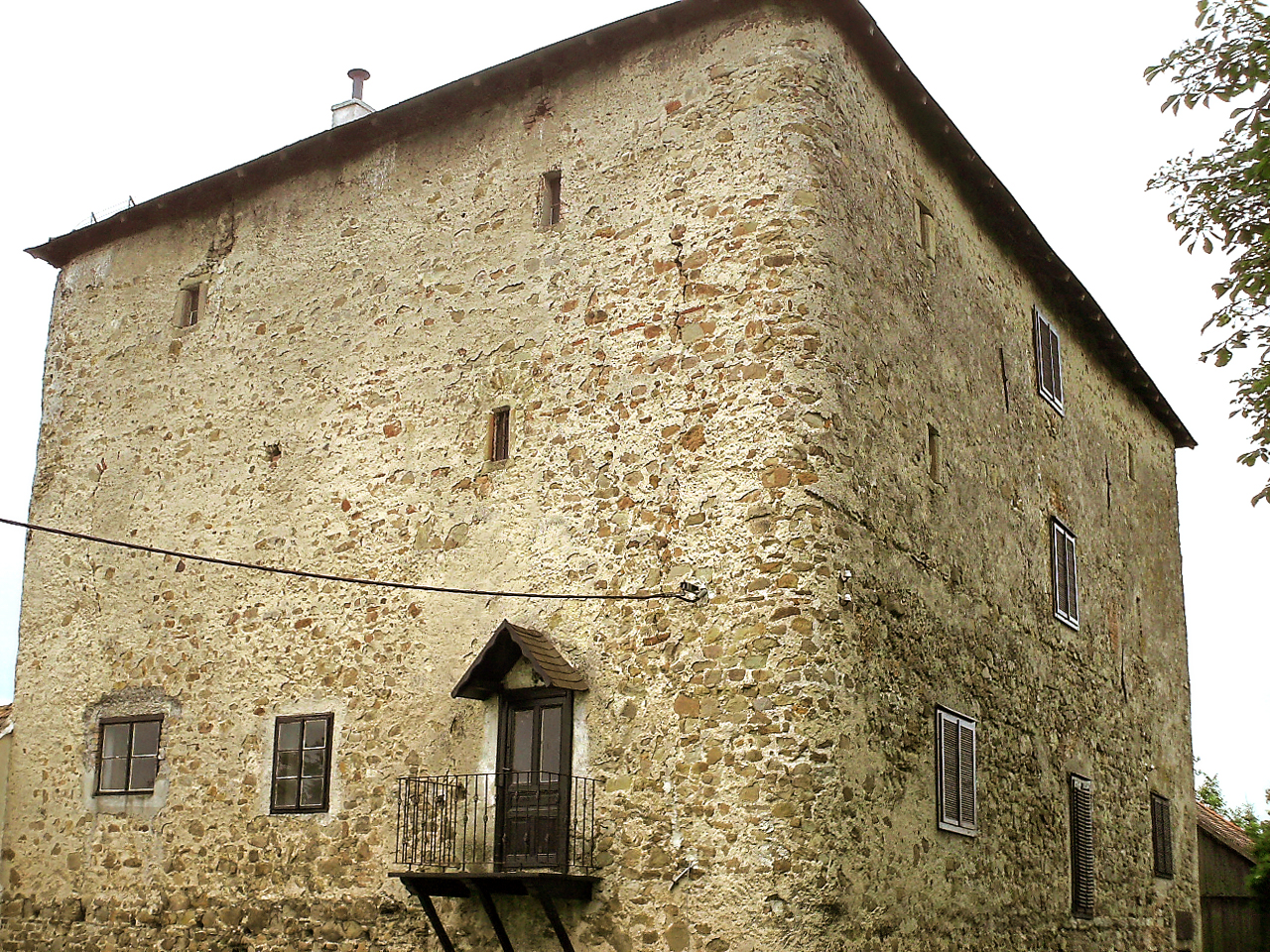
Körnerkasten, Blick aus Nord

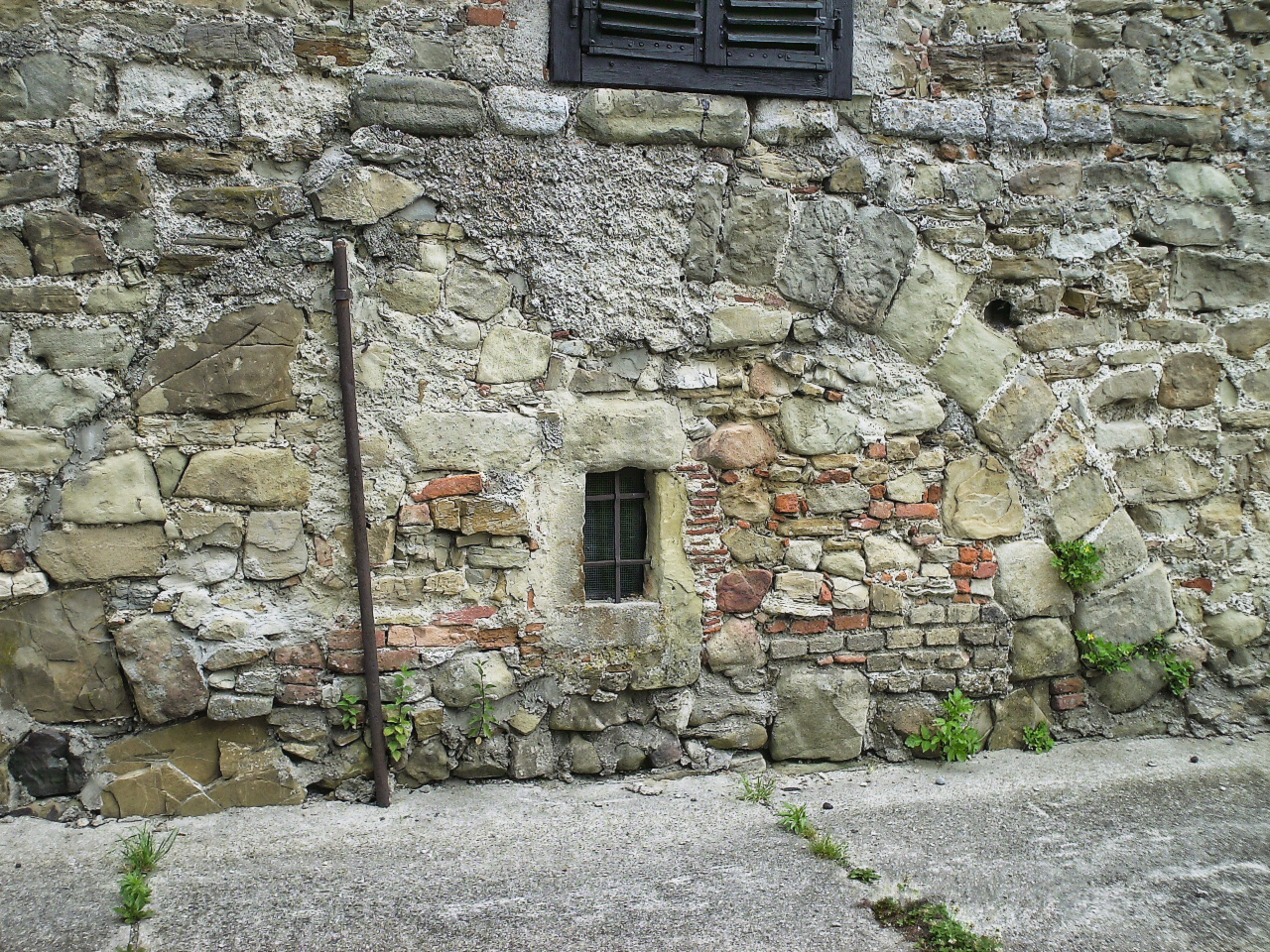
Körnerkasten, Reste des Torbogens der ehemaligen Porta Principalis Dextra

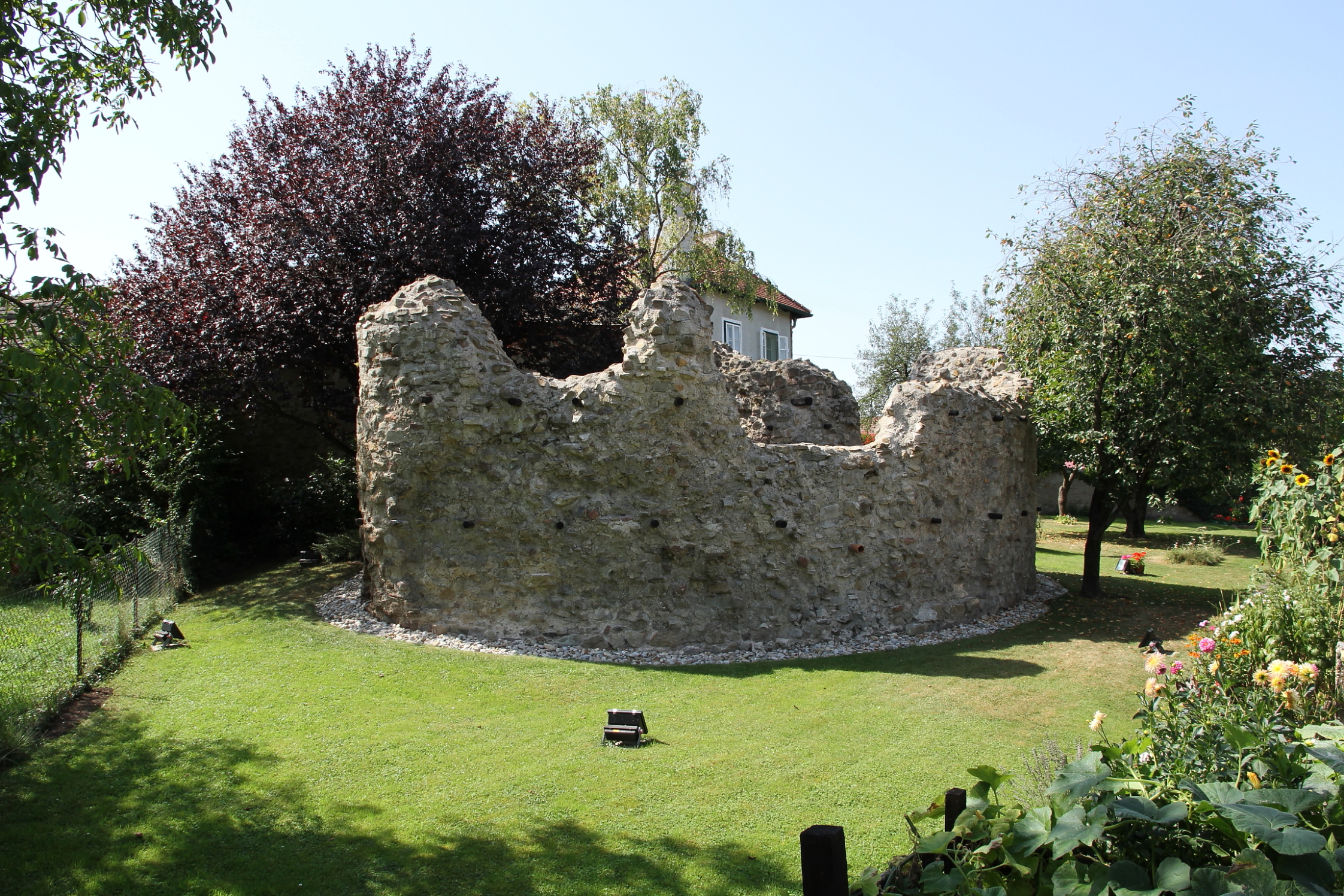
NO-Fächerturm, Blick aus dem Nord-Osten

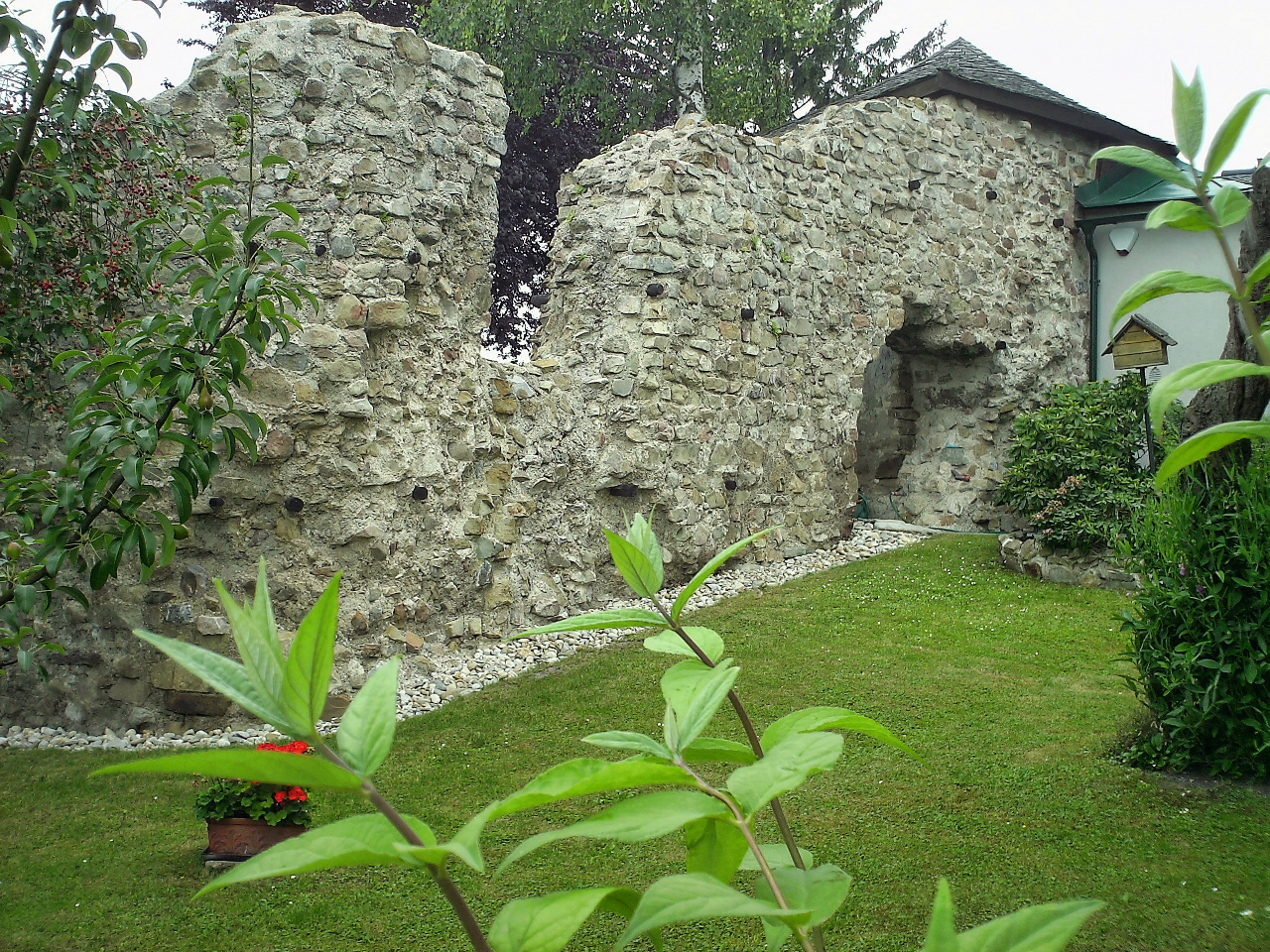
Blick aus dem Nord-Westen auf den sogenannten Hals (Anschluss Lagermauer)

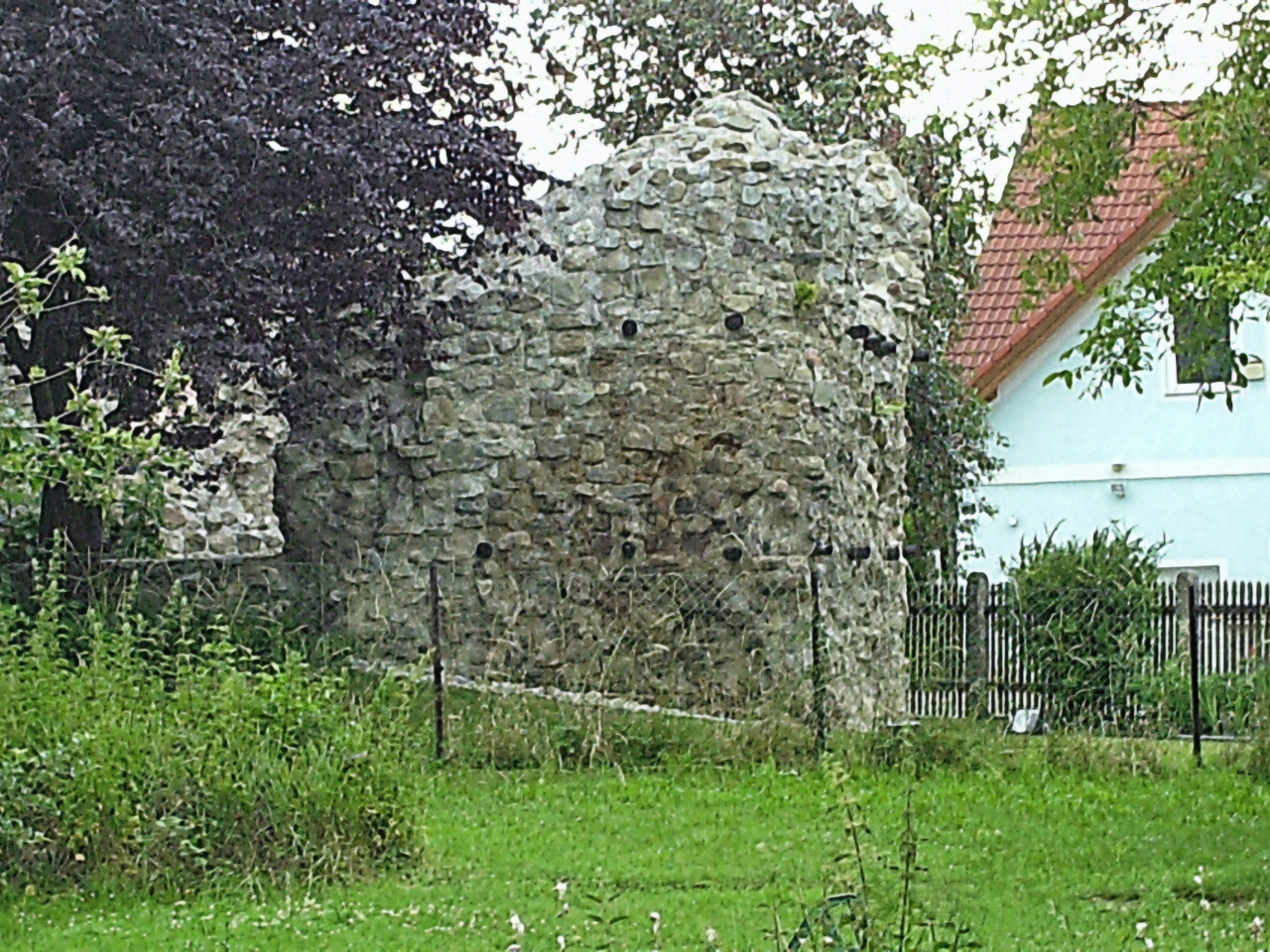
Blick aus dem Süden

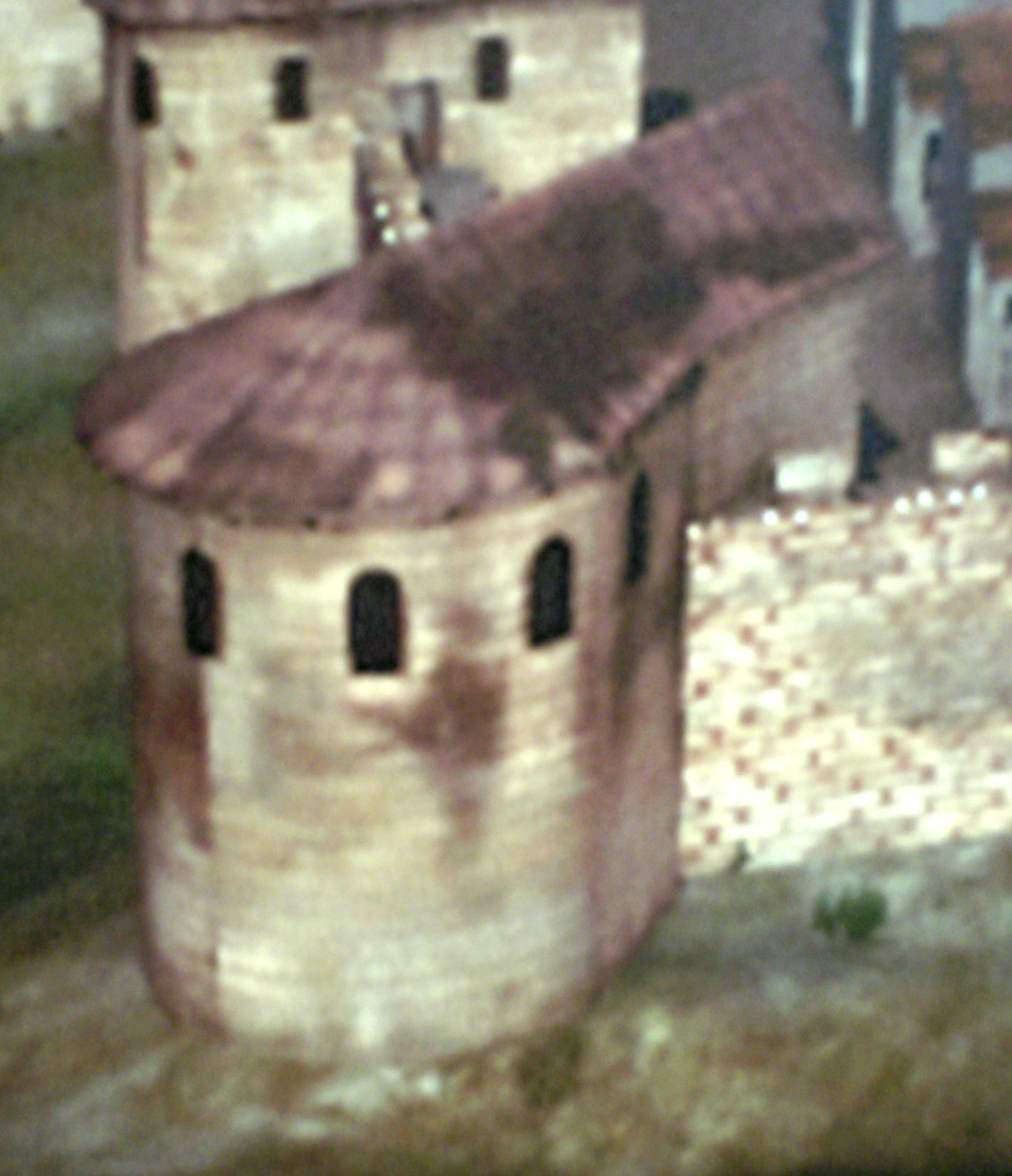
Rekonstruktionsversuch des NO-Fächerturms, Zustand im 4. Jahrhundert

Römische Keramik aus Zeiselmauer

Zeichnung eines Amphorenverschlusses aus dem 1. Jahrhundert n. Chr., gefunden im Burgus

Das Kastell Zeiselmauer, möglicherweise das antike Cannabiaca, war Bestandteil der Festungskette des römischen Donaulimes in Österreich und liegt im Bundesland Niederösterreich, Bezirk Tulln, Gemeinde Zeiselmauer-Wolfpassing/Ortsteil Zeiselmauer.
Zeiselmauer zählt zu den am besten erforschten Auxiliarkastellen in Österreich. Das Kastell zählte zur Kastellkette in der Provinz Noricum, war westlicher Flankenschutz für das Kastell Arrianis/Klosterneuburg in Oberpannonien und östlicher Flankenschutz für das benachbarte Kastell Comagena/Tulln. Es war abwechselnd mit ca. 500 Mann starken Infanterie- und Reitereinheiten belegt. Der Kastellgrundriss beeinflusst bis heute die bauliche Gestaltung des Ortskerns. Burgus, Körnerkasten und Fächerturm sind auf Grund ihres hervorragenden Erhaltungszustandes einzigartig am Donaulimes. Nach Carnuntum verfügt Zeiselmauer über den größten Bestand an spätantiker Bausubstanz in Österreich. Zum Kastell gehörte eine Zivilsiedlung, die sich vermutlich bis zur heutigen Trasse der Franz-Josefs-Bahn erstreckte. In ihrer Blütezeit lebten und arbeiteten hier bis zu 1000 Menschen. Die meisten ihrer Häuser verfügten über einen gehobenen Wohnstandard. Nahe der Wolfpassinger Straße und der Königstättnerstraße befanden sich die Gräberfelder. Erst in den letzten Jahrzehnten haben archäologische Untersuchungen durch das Österreichische Bundesdenkmalamt das Wissen über das römische Zeiselmauer erweitert und mit hoher Wahrscheinlichkeit auch den tatsächlichen römischen Ortsnamen identifiziert. Die antiken Baureste sind seit 2021 Bestandteil des zum UNESCO-Weltkulturerbe erhobenen Donaulimes.

## Name
Sein antiker Name konnte diesem Kastell bisher nicht vollkommen zweifelsfrei zugeordnet werden. Da es aber an der Ostgrenze der einstigen römischen Provinz Noricum liegt, ist die Übereinstimmung mit dem ausschließlich in der Notitia Dignitatum erwähnten Cannabiaca sehr wahrscheinlich. Auch die Funde der Ausgrabungen auf dem Kirchplatz von Zeiselmauer in den 1990er Jahren sprechen für Cannabiaca. Die ältere Lehrmeinung, es handle sich um das in der Tabula Peutingeriana verzeichneten Citium wurde bald wieder verworfen. Dieser Ort war vermutlich nur eine Etappenstation des kaiserlichen Kurierdienstes (cursus publicus) nahe dem heutigen Tulln.
Der Archäologe Erich Polaschek (1885–1974) führte Cannabiaca ursprünglich auf eine Cohors Canafatium oder Cannefatium zurück. Da er dann jedoch in der Tabula Peutingeriana auch einen Ort namens Cannabaca fand, revidierte er seine Ableitung von einer Cohors Canafatium schließlich wieder. Eine weitere Deutung versuchte Polaschek auch anhand der Cohors I Aelia Sagittariorum, obwohl „…freilich hier kein eigentlich namengebendes Element hervorgeht.“ Da diese Truppe wie die große Mehrzahl der römischen Bogenschützen ursprünglich im Osten rekrutiert worden sein könnte, von wo übrigens auch ein ähnlicher Ortsname, Cannaba, östlich des Euphrat in der Region Osrhoene, überliefert ist, war es für Polaschek nicht abwegig, dass der Ursprung des antiken Namens von Zeiselmauers dort zu suchen ist, da „…es in seinem Grundelement keltisch ja nicht erklärt werden kann.“
Der Klassische Philologe Gerhard Rasch ordnete Cannabiaca dem keltischen Sprachkreis zu, da das suffixale -äcum vor allem als Bezeichnung für die Zugehörigkeit zu einer Sippe oder zu einer Person diente. Weiters war er der Meinung, dass der Name auch von Canabarum vicus (Marketenderladen für das Heer) oder von can(n)aba (Lagerdorf) herstammen könnte. So sollten die Bewohner des Zeiselmauer Lagerdorfes zuerst als Cannabiaci und später auch ihr Ort – unter Rückanlehnung an das lateinische feminine cannaba – als Cannabiaca bezeichnet worden sein.
Der Philologe Alfred Holder (1840–1916) sah in Cannabiaca wieder einen pluralischen o-Stamm zu sing. -äcon. In diesem Sinn leitete er daher Cannabiaca von lateinisch cannabetum (bretonisch canabek, kymrisch canabauk, canabaca) und auch vom germanischen can(n)abi-s (Lauf) (oder für Canavi-acum von Canavus?) ab. Der Historiker Eduard Böcking (1802–1870) leitete Cannabiaca von Cannabis und Joseph Aschbach (1801–1882) von Cannanefatium castra ab. Der Sprachwissenschaftler Hermann Gröhler (1862–1958) erwog sogar einen Zusammenhang mit dem lateinischen can-nabis (Hanf), dies scheint aber mehr als unwahrscheinlich zu sein.
Der heutige Ortsname geht auf den Passauischen Gefolgsmann Zeizo zurück. Um 971 wurde es als Zeizinmurus („Mauer des Zeizo“ – Zeiselmauer) bezeichnet.

## Lage
Zeiselmauer liegt am östlichen Rand des Tullner Beckens, rund einen Kilometer südlich der Donau. Im Osten erhebt sich das Mittelgebirge des nahen Wiener Waldes, der in der Antike die Grenze zwischen Noricum und Pannonien markierte. Die Böschung der Schwemmterrasse, auf der das Lager vor Hochwasser geschützt angelegt war, ist teilweise noch am Verlauf der Römergasse erkennbar. Ein Donauarm reichte in der Antike noch bis unmittelbar an das Lager heran. Das Kastell lag an einem Ast der Limesstraße, der diesen Abschnitt der Donaugrenze mit der nächstgelegenen größeren Stadt, Aelium Cetium (Sankt Pölten), verband. Ein vermutlich an seinem Originalstandort erhalten gebliebener römischer Meilenstein in Nitzing gibt die Entfernung von Aelium Cetium mit 26 römischen Meilen (39 km) an. In der Pfarrkirche von Königstetten ist ein dem Kaiser Maximinus Thrax gewidmeter Meilenstein zu sehen, der um 236 n. Chr. in der Umgebung des heutigen Tulln (Comagenis) gestanden haben muss. Er gibt die Entfernung nach Aelium Cetium mit 22 Meilen an.

## Forschungsgeschichte
Das römische Zeiselmauer wurde von den Gelehrten anfangs nicht im Ortszentrum, sondern weit außerhalb, in Richtung St. Andrä vermutet. In den dortigen Feldern („Steinfeld“) waren häufig alte Mauerreste vorgefunden worden, die Mauern im Ortskern waren stets als mittelalterlich und historisch als wenig bedeutend eingestuft worden.
Schon früh versuchte man die Ausmaße des mutmaßlichen Kastells zu bestimmen. Der böhmische Hofsekretär Johann Christoph von Jordan († 1748) beschrieb im 18. Jahrhundert das Kastell – mit den Überresten der Türme – als ein rechteckiges Mauerviereck, das etwa 480 Fuß Seitenlänge und eine Fläche von 6400 Klafter umfasste. Auch die Archäologen Guido Kaschnitz von Weinberg und Wilhelm Kubitschek dachten zwar auch an eine quadratische Anlage, lehnten aber den Zusammenhang mit einem römischen Kastell ab, da „…das stichbogige Fenster“ und die „Eckrondelle“ eher auf eine mittelalterliche Wehranlage hindeuten würden. Darin bestätigt fühlte sich Kaschnitz durch den Fund eines Limesturmes, der 5,69 × 6 m maß, da es nun sicher sei, „dass ein römisches Kastell an der Stelle, wo später die mittelalterliche Befestigung erbaut wurde, zumindest in der Zeit, in der der Limesturm in Gebrauch stand, nicht bestanden hat“.
Einzelne Streufunde aus der Römerzeit sind schon seit dem 18. Jahrhundert bekannt. Grabfunde und Mauerreste eines Gebäudes deuteten auf eine größere römerzeitliche Siedlung hin. Dechant Petrus Priesen wusste um die erste Hälfte des 18. Jahrhunderts von römischen Funden zu berichten (Münzen, goldener Anhänger in Form eines Fisches). Bei manchen dieser Artefakte lässt sich der genaue Fundort aber nicht mehr bestimmen. So wird z. B. der Grabstein des P. Aelius Germanus sowohl von Zeiselmauer als auch von Tulln in Anspruch genommen. Eine größere Anzahl von römischen Funden aus Zeiselmauer dürfte überdies im 18. Jahrhundert in die Hände von Antikensammlern gelangt sein.
Erst gegen Mitte des 19. Jahrhunderts wurde die Aufmerksamkeit der Fachwelt langsam auf Zeiselmauer gelenkt. 1854 wurden beim Bahnbau auf einem Feld südlich von Zeiselmauer mehrere Goldmünzen aus der Zeit des Kaisers Valentinian III. (425–455), 1889 eine mit einem Stempel versehene Lampe sowie eine stark abgegriffene Münze aus der Römerzeit gefunden.
1895, 1897, 1898 und 1900 wurden südlich des Ortes in Richtung St. Andrä immer wieder antike Gräber entdeckt. Ein angeblich um 1900 geborgener Münzhort, hauptsächlich Denare aus dem 2. und 3. Jahrhundert, blieb bis heute verschollen. Wilhelm Kubitschek wies u. a. darauf hin, dass „…Zeiselmauer oder genauer gesagt das Mauerviereck daselbst und der bis gegen den Bahnkörper zu reichende Landstreifen mit Zeugnissen römischer Besiedlung und vor allem mit Zeugnissen einer römischen Nekropole nicht kargt…“, und weiter, dass „…sehr viele Funde unbeachtet und unbesehen und – je nach der Art der privaten Beziehungen – verschiedene Ruhestätten finden und also dem Studium entgehen.“ Den Berichten von Guido Kaschnitz von Weinberg zufolge wurden 1907 und 1908 bei Erdarbeiten zum Bau des Bahnhofsgebäudes auch römerzeitliche Gebäudereste beobachtet, die als Reste der Zivilsiedlung Cetium angesehen wurden. Die dazugehörigen Funde, das Bruchstück eines Grabsteines für einen Soldaten, ein weiteres Grabsteinstück mit Reliefverzierung sowie eine Keramikscherbe mit eingeritzten Buchstaben, wurden dem Niederösterreichischen Landesmuseum übergeben.
Im Auftrag der K.k. Zentralkommission für Erforschung und Erhaltung der Kunst- und historischen Denkmale führte Kaschnitz von Weinberg im Jahre 1910 erneut einige Untersuchungen in Zeiselmauer durch. Es handelte sich um die erste wissenschaftliche Aufnahme der oberirdisch sichtbaren Reste des Kastells. An drei Ecken des Ortes fand er „rondellartige Türme“ mit fast dreieckigem Grundriss (die Fächertürme), von denen der südwestliche und nordöstliche noch gut erhalten als Wirtschaftsgebäude dient. An der Nordwestseite beschrieb er ein rechteckiges Wohngebäude, dessen Ost- und Südmauer noch bis zur Dachtraufe erhalten ist (der Burgus). Im Osten erwähnte Kaschnitz ein weiteres Wohngebäude, den Körnerkasten, in den im Erdgeschoß ein Kreuzgewölbe eingezogen war, welches das Wappen des Urban von Trennbach (Bischof von Passau), und ein Eingangstor, dessen Bogen die Jahreszahl 1581 trug. Kaschnitz vermerkte weiters die Verwendung von Spolien (Grabsteine in Zweitverwendung) und verlegte den Entstehungszeitraum des Baus in das Mittelalter. Anfang bis Mitte des 20. Jahrhunderts erkannte Kaschnitz den römischen Ursprung des Nordwest-Burgus und der Südwest- und Nordost-Fächertürme. Den Körnerkasten interpretierte er allerdings als mittelalterlich. Im Laufe des 20. und des frühen 21. Jahrhunderts gelang es schließlich zweifelsfrei, das Kastell archäologisch nachzuweisen. Die zahlreichen noch obertägig sichtbaren, in ihrem Erhaltungszustand einzigartigen Mauerreste (Burgus, Fächertürme, Lagermauer, Principia) wurden konserviert und, wenn möglich, der Öffentlichkeit zugänglich gemacht.
Der Archäologe Eduard Nowotny war davon überzeugt, dass die Ruinen aufgrund ihrer unverkennbaren Typologie als Bestandteil eines spätantiken Lagers anzusehen sind. Gertrud Pascher und (zunächst) auch Hermann Vetters vermuteten in Zeiselmauer nur einen Wachturm und eine zivile Ansiedlung. Herma Stiglitz unterstützte die Kastelltheorie, da die freistehende Kirche in Zeiselmauer inmitten eines Platzes und der Stadtmauern große Ähnlichkeiten mit der Gebäudeanordnung in Traismauer hat, nur haben dort die einstigen römischen Befestigungsanlagen einen quadratischen Grundriss. Stiglitz wollte sich zunächst zwar nicht darauf festlegen, vertrat dann später aber doch wieder die überholte Ansicht, nach der die Mauern, wenn nicht zum Teil noch antik, zumindest römischen Kastellmauern folgen. Dies auch deswegen, da die ungewöhnliche Form der Türme stark spätantiken Fächertürmen glichen.
Nach den Befunden des Bundesdenkmalamts von 1969 ist der von seiner Baustruktur her im Wesentlichen noch mittelalterliche Kern von einem spätantiken Befestigungssystem umgeben, das von drei Türmen an seiner Nordost-, Südost- und Südwestecke (Fächertürme) und durch einen Zwischenturm an der Ostseite begrenzt wird. Zusammen mit dem im Norden des Areals beobachteten Doppelspitzgraben erkannte Ubl darin ein Auxiliarlager für eine Cohors quingenaria. Graham Webster legte die Fläche für ein 500-Mann-Lager mit ca. 2,2 ha fest, was auch auf Cannabiaca zutrifft.
1973 begann man mit der Restaurierung der Lagermauer. 1974 wurde der Nordwestturm ausgegraben und restauriert. Anfang der 1980er Jahre wurde die Volksschule umgebaut; dabei wurden in einem neu ausgehobenen Kellerraum die noch gut erhaltenen Fundamente des Hufeisenturmes gefunden, der einst an der südlichen Lagermauer stand. Bei der Generalsanierung der Pfarrkirche 1981 konnte die karolingische Vorgängerkirche ergraben werden. Mehrere Räume eines antiken Gebäudekomplexes konnten dokumentiert und dieser als Principia des Kastells identifiziert werden.
2005 erfolgte die Untersuchung und Restaurierung des nordöstlichen Fächerturmes durch das Bundesdenkmalamt. Bei Grabungen im Jahre 2010 entdeckte man die Fundamente der nördlichen Toranlage.

## Entwicklung
Den bisherigen Forschungsergebnissen nach zu urteilen, scheint das frühe Holz-Erde-Kastell in spätflavischer Zeit (80 n. Chr.) erbaut worden zu sein. Da das Tullner Feld den direkten Zugang zum Wiener Becken ermöglichte, betrieben die Römer dort mit besonderem Nachdruck die wirkungsvolle militärische Sicherung dieses Gebietes. Cannabiaca war Teil des linken Sicherungsgürtels für die Kastellkette in Oberpannonien und in weiterer Folge Flankenschutz für Kastell Comagena (Tulln). Nachdem dieses im frühen 2. Jahrhundert fast vollkommen niederbrannte, wurde es unter Kaiser Marc Aurel (161–180) als rechteckiges Steinkastell mit abgerundeten Ecken wiederaufgebaut. Diese Anlage erlitt während des Juthungeneinfalls von 270 n. Chr. Zerstörungen.
Der Legende nach war Cannabiaca der Geburtsort eines im Christentum verehrten Heiligen und Schutzpatrons, Florian. Florian war Kanzleivorsteher des ufernorischen Statthalters/praeses. Als er sich weigerte die vorgeschriebenen Opfer für den Kaiserkult zu erbringen, wurde er am 4. Mai 304 in Lauriacum hingerichtet. Während der ersten Hälfte des 4. Jahrhunderts wurden die bisherigen vier Ecktürme, welche in den Innenwinkeln der Ecken standen, durch mächtige fächerförmige Türme ersetzt, die mit ihrer abgerundeten Frontseite weit aus dem Verband der Umfassungsmauer herausragten. Fächertürme sind typische Bauelemente am mittleren Donaulimes. Viele Kastelle der pannonischen Provinzen und in Noricum wurden entsprechend nachgerüstet, wobei regionale Unterschiede erkennbar sind. Eine in Zusammenhang mit gleichen Umbauten am Kastell Annamatia aus dem zugeschütteten Kastellgraben der Prinzipatszeit geborgene Münze, die während der Regierungszeit des Kaisers Konstantin II. (337–340) geprägt wurde, könnte dabei den Terminus post quem liefern. In der ungarischen Archäologie gilt diese Münze als frühester Beleg für entsprechende Baumaßnahmen an den Donaukastellen. Diese Umbauten werden wohl zu einer mehr oder minder langen, zusammenhängend organisierten Baukampagne gehört haben. Weitere Umbauarbeiten fanden noch bis in die Zeit Valentinians I. (364–375) statt, wie zahlreiche Ziegelstempel belegen. Zu dieser Zeit muss auch der Fächerturm der Nordwestecke wieder abgerissen und durch den Burgus (Restkastell) ersetzt worden sein.
Nach einer letzten Umbaukampagne im späten 5. Jahrhundert wurde die Anlage wohl um 460 n. Chr. von den Rugiern endgültig zerstört. Herbert Mitscha-Märheim hingegen macht Ostgoten und Heruler für den Untergang Cannabiacas verantwortlich. Ubl setzt die Zerstörung des Kastells um 453 n. Chr. an und beruft sich dabei auf Münzfunde Valentinians III. sowie in Zeiselmauer aufgefundene Keramikscherben mit Einglättverzierung. Heinrich Zahbehlicky nimmt an, dass Cannabiaca noch bis über das 5. Jahrhundert hinaus bewohnt war, obwohl es in der Vita des Severin von Noricum nicht erwähnt wird. Einige Grabfunde weisen sogar noch auf Kontakte der örtlichen Bevölkerung mit slawischen Stammesgruppen hin. Da aus diesem Bereich auch noch frühmittelalterliche Funde bekannt sind, scheint eine durchgehende Besiedlung dieses Ortes oder seiner unmittelbaren Umgebung ebenfalls möglich. Dennoch fand man bei den Ausgrabungen über dem letzten römischen Fundhorizont eine bis zu 80 cm dicke, fundleere Humusschicht. Dies ist ein Hinweis darauf, dass die Befestigungen komplett von Vegetation überwuchert und für lange Zeit nicht benutzt wurden.
Eine Besiedlung des Kastellareals im größeren Maßstab setzte erst wieder gegen 791 n. Chr., im Zuge des Awarenkrieges Karls des Großen ein. In diesem Jahr unterwarfen die Franken das Awarenreich und gliederten es dem Herzogtum Bayern als sog. „Ostland“ ein. Ein großer Teil des nur dünn besiedelten Landes gelangte durch Schenkungen zur Kolonisierung und Entwicklung an bayerische Klöster. Im Zuge dieser Kolonisierungsmaßnahmen wanderten immer mehr bayerische Siedler ein, die die hier ansässigen Slawen assimilierten. Eines dieser mit Landschenkungen bedachten Klöster war Passau, dem im Jahr 836 das östliche Tullnerfeld zur Urbarmachung übertragen wurde. Sein Mittelpunkt war zunächst das Gut Kirichbach (das heutige St. Andrä vor dem Hagenthale), dessen Gebiet sich zwischen den heutigen Greifenstein, Königstetten und Langenlebarn erstreckte. Während St. Andrä zum spirituellen Mittelpunkt avancierte, etablierte sich das Verwaltungszentrum der Passauischen Güter in dem damals noch von der Römermauer umwehrten Zeiselmauer. Das anscheinend noch gut erhaltene Kastell war ein leicht zu verteidigender Siedlungsplatz. Um 971 ließ sich dort ein gewisser Zeizo mit seinem Gefolge nieder und gab dem Ort seinen heutigen Namen ("Zeizinmurus"). Aus seinem Hof ging später der Herrenhof des Bischofs von Passau hervor, in dem die Güterverwaltung („Hofmark“) untergebracht war, 1184 wird dort auch ein bischöfliches Palatium erwähnt. Das Osttor des Lagers („Körnerkasten“) wurde wahrscheinlich bereits damals zur Aufnahme des Zehentgetreides umgebaut. Gegen Ende des Mittelalters verlor der Ort seine Bedeutung. Der bischöfliche Amtssitz wurde nach Wien, Güterverwaltung und Landgericht wurden nach Königstetten verlegt. Ursache des Niedergangs waren die häufig auftretenden Donauhochwässer, die den Ort zunehmend in Mitleidenschaft zogen. Im Jahr 1510 ist von einem "zerbrochenen schloß" die Rede.

## Kastell
Der Kastellgrundriss prägt den Ortskern bis heute. Die 500-jährige Baugeschichte des Kastells lässt sich anhand der Befunde der zahlreich erhaltenen Mauerreste und der Ausgrabungsergebnisse (besonders für die Spätantike) sehr gut dokumentieren.

### Holz-Erde-Periode
Die Römer errichteten das Lager zunächst standardmäßig in ihrer altbewährten Holz-Erde-Bauweise. Sein Grundriss war rechteckig und maß 150 × 135 m (Spielkartenform) mit einer Fläche von etwa 2–5 ha und war an den abgerundeten Ecken mit innen angesetzten Beobachtungstürmen versehen. Das Lager verfügte über vier Tore, die durch die beiden Lagerhauptstraßen miteinander verbunden waren. Die Befestigungen waren zusätzlich von einem rund 2 m tiefen Spitzgraben umgeben, dessen Aushub gleichzeitig zur Aufschüttung des Walles verwendet wurde. Als Brustwehr diente eine hölzerne Palisade.
In der Mitte des Lagers befand sich das Kommando- und Verwaltungsgebäude, die Principia. Entlang der Lagerstraßen reihten sich die Unterkünfte für Soldaten und Offiziere sowie Stallungen für Pferde und Packtiere auf. Diese sehr einfach gehaltenen Gebäude standen auf Bruchsteinfundamenten mit Mörtelaufstrich. Der Oberteil bestand aus einer hölzernen Fachwerkkonstruktion, deren Wände zwischen den Stehern durch mit Lehm verputztes Rutengeflecht ausgefüllt wurden. Die Dächer waren zuerst nur mit Stroh oder Schilf, später mit gebrannten Dachziegeln gedeckt. Die Böden bestanden aus gestampftem Estrich. Aus dieser ersten Ausbauphase haben sich aufgrund der Vergänglichkeit des Baumaterials und mehrerer Brandkatastrophen allerdings nur wenige Reste erhalten.

### Steinperiode I
Nach der Holz-Erde-Phase folgte etappenweise der Ausbau in Stein, der in der Zeit um etwa 150 n. Chr. abgeschlossen gewesen sein dürfte. Fläche und Form des Lagers wurden dabei nicht wesentlich verändert. Die neue Befestigungsmauer wurde direkt vor den Erdwall gesetzt, der nun seinerseits eine etwas erhöhte, umlaufende Lagerstraße, die via vallaris, bildete. Deren Niveau kann man heute noch am Eingangstor des spätantiken Restkastells in der Augasse erkennen. Als Wehrgang wurde hinter der Mauer eine schmale Erdrampe aufgeschüttet. Die Stärke der Mauer betrug aber nur einen Meter. Ihre Außen- und Innenseite bestand aus behauenen Blöcken, der Zwischenraum wurde mit einer Bruchstein-Mörtelmischung aufgefüllt. Ein Überbleibsel der spätantiken Mauer ist bei einer Engstelle der Ortsdurchfahrt, gegenüber dem Gasthof Zum lustigen Bauern freigelegt und sichtbar gemacht worden.
Auch die Ecktürme wurden neu in Stein errichtet, lagen aber immer noch an der Innenseite der Mauer. Weiters wurden um das Lager diesmal ein doppelter Spitzgraben (Tiefe 2 m) angelegt. Unterkünfte, Kommandogebäude und Stallungen wurden ebenfalls komplett in Steinbauweise erneuert und mit Ziegeldächern versehen. Einige waren sogar mit einer Fußbodenheizung (hypocaustum) ausgestattet. Für diese Baumaßnahmen wurde hauptsächlich Sandstein aus dem Wiener Wald verwendet. Ein Steinbruch aus dieser Zeit konnte bei Sankt Andrä-Wördern in der Hagenbachklamm lokalisiert werden. Die Ziegel wurden größtenteils in den Legionsziegeleien von Vindobona (Wien) und ab 200 n. Chr. in Lauriacum (Enns) gebrannt. Ein erhalten gebliebener spätantiker Ziegelstempel weist eine Inschrift auf, die einen Magister Bonus nennt. Das erste Steinlager bestand nahezu unverändert bis ins 4. nachchristliche Jahrhundert. Erwähnenswerte Baureste blieben jedoch nicht erhalten. Eine erste Namensnennung des Magisters Bonus geschah entweder bereits am Ende der Ära des Constantius II. oder in der nachfolgenden valentianischen Epoche. Da sich die Stempelabkürzungen AR, ARN bzw. ARAN einstweilen nicht eindeutig erklären lassen, bleiben die bisherigen Übersetzungsvorschläge spekulativ.

### Steinperiode II
Ab 300 n. Chr. erfolgte als Reaktion auf die sich militärisch dramatisch verschlechternde Situation am Limes eine grundlegende Modernisierung der mittelkaiserzeitlichen Befestigungsanlagen. An den Lagerecken wurden anstelle der alten Innentürme mit Bastionen vergleichbare, weit aus der Mauer vorkragende Fächertürme angelegt. Zwischen diesen errichtete man zum besseren Schutz der Mauer und der Tore zusätzlich hufeisenförmige, etwa zehn Meter hohe Zwischentürme. Wahrscheinlich waren es bis zu 20, 4 Fächer-, 8 Hufeisen- und 8 Tortürme, die dem Lager in der Spätantike einen imposanten Anblick verliehen haben dürften. In der Römergasse sind die Substrukturen des Nordost-Fächerturms noch gut erhalten. Von seinem Pendant an der Südwestecke konnten nur noch die Fundamente beobachtet werden, von den Hufeisentürmen ist oberirdisch nichts mehr vorhanden. Fundamentreste eines solchen Zwischenturmes konnten im Keller des Volksschulgebäudes ausgegraben und konserviert werden.
Vermutlich um 370 n. Chr. begann die letzte Ausbauphase des Kastells. Da die Besatzung im Lauf der Zeit immer weiter reduziert worden war, zuletzt wahrscheinlich auf ein Zehntel ihrer ursprünglichen Stärke, war das Kastell zu groß, als dass es mit den verbliebenen Soldaten noch wirksam verteidigt werden konnte. Ein großer Teil des ummauerten Areals wurde daher der vor den Wirren der Völkerwanderung geflohene Zivilbevölkerung des Umlandes überlassen. Der einstige Militärstützpunkt wandelte sich in eine befestigte Siedlung (Oppidum). Entweder wurden völlig neue Häuser gebaut oder noch bewohnbare Kasernen, so gut es ging, den Bedürfnissen seiner neuen Bewohner angepasst (Einbau von Kochstellen, Bodenheizungen etc.). Die Bebauung im Inneren des Kastells erfolgte größtenteils regellos und ohne Einhaltung des bisherigen Rasterschemas. In einigen Fällen wurden die Gebäude quer über die Lagerstraße errichtet. Für die Besatzung wurde im Nordwesten des Areals ein sog. „Restkastell“ (burgus) errichtet, auch das Osttor wurde zu einer Kleinfestung umgebaut.

## Baudenkmäler

### Burgus
Bis in die 1970er Jahre war die Ruine in die Gebäude eines Bauernhofes integriert und in ihrem vollen Umfang nicht erkennbar. Nach einer Untersuchung des Mauerwerkes am Nordwestturm durch H.J. Ubl konnte dieser von ihm zweifelsfrei als römischer Burgus identifiziert werden. 1970 erwarb die Gemeinde Zeiselmauer die Liegenschaft. Die antiken Mauern wurden von den neuzeitlichen Zubauten befreit und noch einmal wissenschaftlich untersucht. Danach wurden sie konserviert und das Gelände zu einem frei zugänglichen Archäologischen Park umgestaltet.
An der Stelle des Kleinkastells stand ursprünglich ein Fächerturm, der um 370 n. Chr. wieder beseitigt wurde. Die Wehranlage hat einen leicht nach Ost-West verzogenen quadratischen Grundriss mit 20 × 21 Metern und kragt im Norden ca. 1,50 Meter über die Kastellmauer vor. Das Gussmauerwerk (opus caementitium) steht auf etwa zwei Meter breiten Fundamenten und war an Vorder- und Rückseite mit Quadersteinen verblendet. Die an der Basis 1,9 Meter starken Außenmauern verjüngen sich nach oben und bestehen aus einem Gemisch von Mörtel und Bruchsteinen, mit einer äußeren Schale aus großen Quadersteinen. Nach innen liegt der Gusskern heute völlig frei, die ursprüngliche Steinverkleidung fiel im Lauf der Jahrhunderte dem Steinraub zum Opfer. Nur am Sockel der Ostwand, die bis zur Ausgrabung nicht sichtbar war, sind die zum Teil im Fischgrätmuster (opus spicatum) verlegten Steine erhalten geblieben. Das ursprünglich etwa zehn Meter hohe Bauwerk hatte im Erdgeschoß keine Fenster. Nur das Obergeschoß wurde von kleinen, schlitzartigen, oder bogenförmigen Fenstern belüftet bzw. beleuchtet, die sich zum Innenraum konisch erweitern. An der Südmauer sind vier (zwei vermauert) erkennbar. Dort befand sich wohl auch ein umlaufender, mit Ziegeln gedeckter Wehrgang. Möglicherweise war die Befestigung aber auch vollständig mit einem pyramidenförmigen Ziegeldach abgedeckt. Die südliche Außenmauer von 1,90 Meter Stärke war an ihrer Oberseite von insgesamt vier Schlitzfenstern durchbrochen. An der Nordmauer hat sich nur eine Fensteröffnung erhalten; an der Ostmauer, zu beiden Seiten des Eingangstores, werden ebenfalls zwei Fenster vermutet. Der Zugang war nur durch den heute noch erhaltenen Torbogen (ursprünglich über zwei Meter breit) aus dem Lagerinneren möglich. Diese Eingangsöffnung war einst wohl durch ein zweiflügeliges Tor verschlossen.
Alle Innenbauten (Raumabtrennungen, Zwischendecken, Treppen etc.) waren wohl ausnahmslos aus Holz angefertigt. Die vier Hauptpfeiler der Dachkonstruktion standen auf gemauerten, winkelförmigen Fundamenten (Stärke des Mauerwerkes: 0,85–1,05 m, Abmessungen: 1,80 × 1,85 m oder 1,95 × 1,90 m). Sie umschlossen eine Fläche von 6,70 × 5,70 Metern und bildeten damit einen 3,87 × 4,80 m großen Lichthof. Das Baumaterial wurde größtenteils aus Vorgängerbauten gewonnen, z. B. dem Fächerturm, auch Grab- und Weihesteine wurden für den Bau verwendet wie z. B. ein Altar für Lucius Verus (siehe unten). Dieser ist im Gemeindeamt von Zeiselmauer zu besichtigen. Für die Wange eines Fensters in der Nordmauer wurde ebenfalls ein Grabstein eingemauert. Im Zuge der Untersuchungen durch Ubl konnte auch der Rest eines 0,85 m starken Mauerzuges gefunden werden, dessen Ausrichtung von der Linie des Burgus abweicht und ein Überbleibsel des Vorgängerbaues, des Fächerturmes, sein könnte.
Im 5. Jahrhundert wurden an dem Gebäude noch einmal Umbauten vorgenommen. Das Tor wurde auf 1,20 Meter verengt, einige Fenster des südlichen Obergeschoßes wurden wieder zugemauert und im Inneren eine von Ost nach West verlaufende, etwa einen Meter starke Mauer aufgezogen, deren Zweckbestimmung bisher nicht geklärt werden konnte. Kurze Zeit später ließ entweder ein Erdbeben oder eine Hochwasserkatastrophe die gesamte Westmauer in sich zusammenstürzen. Ihre Reste sind noch zu sehen.
Der Burgus ist neben dem von Oberranna, Wallsee (Traismauer) und vielleicht auch Mautern, eines der wenigen bekannten Bauwerke dieser Art in Österreich. Vergleichbare Anlagen gibt es in Pannonien (Kastell Gerulata), an der unteren Donau, im Nahen Osten und in Nordafrika.

### Körnerkasten
Der sogenannte „Körnerkasten“ – zählt (neben den Hufeisentürmen von Mautern an der Donau, Traismauer und Tulln) zu den am besten erhaltenen römischen Bauwerken im österreichischen Abschnitt des Donaulimes. Diese Kleinfestung wurde vermutlich um dieselbe Zeit wie der nordwestliche Burgus errichtet (zweite Hälfte des 4. Jahrhunderts n. Chr.). Wegen der Jahreszahl 1581 über dem kleinen Torbogen wurde das Bauwerk lange Zeit als mittelalterlich angesehen, sie bezieht sich allerdings nur auf den Einbau des Tors und eines Kellergewölbes. Es wurde vermutlich im 14. oder 15. Jahrhundert noch einmal grundlegend verändert, wobei die kleinen Fensteröffnungen eine Nutzung als Zehentspeicher
annehmen lassen. Es wird heute als Kastentor bezeichnet, obwohl unsicher ist, ob es in spätrömischer Zeit noch als Durchgang oder nur mehr als reine Befestigung diente.
Das Osttor (Porta Principalis Dextra) mit seinen beiden Flankentürmen wurde abgerissen (oder integriert) und durch einen rechteckigen, turmartigen Bau mit sorgfältig abgerundeten Ecken ersetzt, der nun weit über die Lagermauer vorkragte. Die Mauerschlitze stammen aus der Entstehungszeit, die größeren Fenster, sowie die an der linken Seite ausgebrochene Tür sind neuzeitlich. An seiner Westseite ist noch einer der Torbögen zu erkennen, der vermutlich schon in der Spätantike zugemauert wurde. Wegen der etwa 2 Meter hohen Anschüttung ist nur mehr der obere Teil sichtbar. Dieser Umstand könnte auch das plötzliche Abknicken der Bundesstraße 14 am Kirchplatz Richtung Süden erklären, die ansonsten exakt dem Lauf der ehemaligen Lagerhauptstraße folgt. An Nord- und Südseite des Gebäudes sind noch Reste der einstigen Kastellmauer zu sehen. Ihr nördlicher Verlauf bis zum Fächerturm ist sehr gut an den Häusern entlang der Römergasse zu erkennen, die auf dem Unterbau der Mauer stehen. Das Mauerwerk des Gebäudes ist bis zur Dachtraufe in seiner Substanz spätantik. Früher wurde angenommen, dass er aus viel späterer Zeit stamme, da über den Haupteingang die Jahreszahl 1581 angebracht ist. Dieses Datum bezieht sich aber wohl auf den Einbau des neuen Tores und des Kellergewölbes.
Der hervorragende Erhaltungszustand der Anlage erklärt sich aus seiner späteren Nutzung als Getreidespeicher (Zehentgetreide) durch das Bistum Passau, das vom Mittelalter bis ins 19. Jahrhundert die Grundherrschaft in dieser Region innehatte. Er befindet sich heute in Privatbesitz und konnte deswegen noch nicht eingehend wissenschaftlich untersucht werden.

### Fächerturm
Die Ruine des Turmes steht auf einem Privatgrundstück im Ortskern. Er stammt aus der Mitte des 4. Jahrhunderts und ist das einzig oberirdisch erhalten gebliebene Bauwerk dieser Art in Österreich. Der nordöstliche Fächerturm von Canabiaca zählt zur Gruppe der nachträglich angebauten Bauten des Typs „ohne Hals“ (d. h. mit den Seitenmauern direkt an den ursprünglichen, quadratischen Eckturm angebaut). Die äußeren Fluchten seiner seitlichen Mauern liegen ca. 5 m auseinander, was in etwa auch der Breite eines mittelkaiserzeitlichen Eckturmes entspricht. Die Flankenmauern weisen jeweils eine Länge von etwa acht Meter auf und schließen dabei einen Winkel von 57 Grad ein. Die ursprüngliche Höhe des Turmes betrug neun Meter. An seiner Westseite ist noch der Anschluss an die Lagermauer erhalten. Die Holzpflöcke markieren die Verstrebungslöcher des einstigen Baugerüstes. Diese Art von Fächertürmen blieb bis auf einige wenige Ausnahmen auf Noricum und Pannonien beschränkt. Breite 12,40 m, Tiefe (bis zur Kastellmauer) 10,20 m. Er ist heute das älteste römerzeitliche Bauwerk in Zeiselmauer.

### Hufeisenturm
Der südwestliche Hufeisenturm Cannabiacas datiert in die erste Hälfte des 4. Jahrhunderts. Maße: 6 × 11,70 m, im Verhältnis 1,95, der Vorsprung zur Kastellmauer beträgt 7,50 m, der Rücksprung, ca. 3,30 m. Die Stärke des Frontbogens misst 1,40 m, die der Seiten 1,20 m, an seiner Rückseite 1,30 m. Die Innenmaße betragen ca. 3,60 × 9 m, der Fundamentvorsprung von 0,10–30 m. Sein aufgehendes Mauerwerk ist noch bis zu einer Höhe von vier Metern erhalten.

### Fahnenheiligtum/Principia

Die Pfarrkirche von Zeiselmauer

Das Fahnenheiligtum (Aedes, Sacellum) wurde 1981 lokalisiert und ausgegraben. Durch den Einzug einer Betondecke und dem Bau eines separaten Einganges ist es seit 2001 auch für die Öffentlichkeit zugänglich. Wie bei der Untersuchung im Jahr 2003 festgestellt werden konnte (siehe Grabungen), befinden sich die Überreste des Kommandogebäudes (Principia) teils unter der Bundesstraße und Pfarrkirche von Zeiselmauer.
Der Komplex bestand aus einem mit einem Säulengang umgebenen Vorplatz und dem eigentlichen Hauptgebäude mit einem größeren zentral gelegenen Raum, der an seiner Südseite durch eine Apsis abgeschlossen wurde. Die letztere wurde im 10. Jahrhundert durch den Bau der karolingischen Saalkirche (der älteste nachweisbare Kirchenbau in Niederösterreich) durch Siedler aus Bayern jedoch abgetrennt. Ihre Fundamente liegen heute außerhalb der Kirche. Der große Zentralraum diente als Kultraum und Fahnenheiligtum, in der Apsis führten drei Stufen zu einem erhöhten Sockel, auf dem wohl die Statue eines Kaisers aufgestellt war. Neben dem Sockel fanden sich mehrere Fragmente einer Bronzeskulptur. Sie wurde wohl in der Spätantike zerschlagen, einige bronzene Bruchstücke von ihr fanden sich auch auf der Lagerstraße. Die im Fahnenheiligtum freigelegten Estriche spiegeln die einzelnen Bauphasen des Kastells vom 1. bis ins 4. Jahrhundert wider.
In der Spätantike wurden die Principia teilweise zu einem Wohngebäude umgestaltet und mit einer primitiven Schlauchheizung ausgestattet. Einer der Heizkanäle ist noch direkt neben dem Eingang zu sehen. Möglicherweise wurde das Gebäude ab dem 4. Jahrhundert auch als Kirche genutzt da die bajuwarischen Kolonisten ihre Kirche wieder exakt über der Principia errichteten. Aussagekräftige archäologische Funde dazu fehlen allerdings bis heute.

## Garnison
Cannabiaca beherbergte wohl eine gemischte Kohorte (Cohors equitata = Infanterie/Reiterei) der Hilfstruppen (Auxilia) in der Stärke von 500 Mann, die in der Frühzeit noch der Legio X Gemina in Vindobona unterstellt war. In weiterer Folge wurde die Garnison dem Abschnitt der Legio II Italica in Lauriacum zugewiesen. Funde von Ziegelstempeln der II. Italica und X. Gemina lassen auf die Mitwirkung von Vexillationen der beiden Legionen beim Bau des Kastells schließen. Folgende Einheiten sind für diesen Standort bekannt bzw. wahrscheinlich:
| Abbildung | Zeitstellung                  | Truppenname                                                                                                  | Bemerkung |
| --------- | ----------------------------- | --- | --- |
|           | 1. Jahrhundert n. Chr.        | Cohors prima Asturum (die erste Kohorte der Asturer)                                                         | Mangels diesbezüglicher epigraphischer Zeugnisse lassen sich für die Besatzung der Frühzeit kaum verwertbare Aussagen machen. Teilweise wurde der Versuch unternommen, „...eine nicht in die Legion eingeteilte Kohorte“, sogar eine „…cyprische Cohorte…“ oder die Cohors I Asturum diesem Stützpunkt zuzuordnen. Letztere sollte dem Kastell auch seinen Namen gegeben haben. Die Kohorte ist auch durch eine Reihe von Inschriftfunden in Noricum bezeugt. Sie wird erstmals in einem aus dem Jahre 106 n. Chr. stammenden Militärdiplom aus Wels erwähnt, weiters sind Inschriften eines Angehörigen der Truppe, Ti. Claudius Ingenuus, eines Benefizariertribunen und eines Grabsteines (alle aus Virunum) bekannt. Zusätzlich wird die Einheit auf dem Grabstein eines Soldaten (miles) aus Smartno (St.Martin) bei Celeia sowie auf Inschriften von Centurionen, L. Naevius Proculus aus Iuvavum und M. Annius Marcellinus (Schloss Seggau bei Flavia Solva), genannt. Aus Zeiselmauer sind bisher keine derartigen Funde bekannt geworden. Mit Ausnahme von Ziegelstempeln der legio XV Apollinaris und der Legio II Italica wurde lediglich ein Bruchstück eines Grabepigramms geborgen, das eine „eques cohortis“ nennt. In Zeiselmauer konnten drei Ziegelstempel mit dem Aufdruck CIAST geborgen werden, die man als COH(ors) I AST(urum) interpretieren könnte. Dies lässt vermuten, dass die Kohorte im späten 1. Jahrhundert n. Chr. (auch im Zusammenhang mit o. e. Grabsteinfragment) sich vielleicht auch einige Zeit an diesem Standort aufgehalten hat. |
|           | frühes 2. Jahrhundert n. Chr. | Cohors quinta Breucorum (die fünfte Kohorte der Breuker)                                                     | Die Einheit war ursprünglich in Pannonien stationiert, möglicherweise war sie hier nur kurzfristig für Baumaßnahmen eingesetzt. |
|           | 2.–3. Jahrhundert n. Chr.     | Cohors secunda Thracum equitata pia fidelis (die zweite berittene Kohorte der Thraker, die fromme und treue) | Die Truppe kam um 122 n. Chr. aus Britannien nach Noricum. Unter den julisch-claudischen Kaisern gehörte sie der Rheinarmee an. Nach dem Bataveraufstand lag die Kohorte im Lager von Maurik (Germania inferior). Nach 80 n. Chr. scheint sie in Britannien auf, wo sie im 3. Jahrhundert in Gabrosentum (Parton/Cumbria) nachzuweisen ist. Ubl ist hingegen der Meinung, dass sie erst nach 89 n. Chr. nach Britannien verlegt wurde, da ihr der auf der Altarinschrift von Zeiselmauer angeführte Ehrentitel „pia fidelis“ vermutlich mit anderen Einheiten Niedergermaniens erst in diesem Jahr verliehen worden sein könnte. Der letzte Hinweis für ihre Zugehörigkeit zum britannischen Provinzheer stammt aus dem Jahr 122 n. Chr., die Altarinschrift von Zeiselmauer datiert auf die Jahre 163 bis 164 n. Chr. Ubl schließt daraus, dass die Kohorte zwischen den Jahren 122 bis 163/164 n. Chr. aufgrund des sich anbahnenden Markomannenkrieges nach Noricum abkommandiert worden ist. 122 n. Chr. wurden auch noch etliche andere Einheiten von der Insel an die Donaugrenze verlegt. Ubl glaubt den Zeitpunkt der Ankunft der 2. Thrakerkohorte noch weiter, auf den Zeitraum 122 bis 125 n. Chr., eingrenzen zu können. Ihre Soldaten schlossen den Umbau des Kastells in Stein ab und stifteten einen Altar für den Mitkaiser Mark Aurels, Lucius Verus. Die Einheit wurde vor 178 nach Britannien zurückverlegt, da sie dort durch Diplome, die auf 178 datiert sind, erneut nachgewiesen ist.                                                               |
|           | 4. Jahrhundert n. Chr.        | limitanei/ripenses (Grenzer/Uferwächter)                                                                     | Ab der Spätantike lag in Cannabiaca eine namentlich nicht bekannte Kohorte der Limitanei oder Ripenses. Auf Ziegelstempeln des Ursicinius und solchen der officina Arlapensis sowie in der Notitia Dignitatum ist nur ihr kommandierender Offizier, ein Tribunus cohortis, der einem Dux Pannoniae Primae et Norici Ripensis unterstand, erwähnt. Das Fundspektrum aus Gräbern dieser Zeit deutet auf die Anwesenheit zahlreicher Germanen im Lager hin. Da die Grenztruppen in dieser Zeit aber immer mehr ausgedünnt wurden, erreichte die Einheit sicherlich wenig mehr als eine Sollstärke von 500 Mann. Zuletzt dürften wohl nur mehr um die 50 Mann im burgus des Kastells stationiert gewesen sein. |

## Zivilsiedlung und Gräberfeld
Im Süden und Südwesten lag die in der frühen Kaiserzeit entstandene Zivilsiedlung (vicus oder cannabae) samt einem Friedhof, deren Ausdehnungen aber noch nicht zur Gänze erforscht werden konnten. Der Vicus dürfte vom 2. bis ins 4. Jahrhundert n. Chr. kontinuierlich besiedelt gewesen sein. Besonders der alte Flurnamen, „Steinfeld“, ist ein Hinweis darauf, dass die Grundmauern der antiken Zivilsiedlung für die Bauern ein ständiges Ärgernis bei der Feldarbeit waren. Der Vicus erstreckte sich ungefähr von der heutigen Schulgasse über die Linie der Franz-Josefs-Bahn bis zur Hagengasse und war damit von seiner Ausdehnung her viel größer als das Kastell. Das – etwas tiefer als das Kastell – im Südwesten gelegene Viertel der Zivilsiedlung dürfte öfters von Hochwasserereignissen heimgesucht worden sein, wie Schwemmsandablagerungen in diesem Bereich zeigten.
Im Südwesten lagen – soweit erforscht – die Begräbnisstätten. Im Burgus eingemauert konnte ein 1,70 m hoher Grabstein von diesem Gräberfeld gefunden werden. Der Stein zeigt in einem stark verwitterten Relief die Porträts eines Ehepaars. Aelius war ein Veteran der Grenztruppen, seine Frau Amuca stammte vermutlich aus Noricum oder Pannonien, worauf auch ihr Name und die Kopfbedeckung hindeuten. Sie sind bis dato die einzigen namentlich bekannten Bewohner aus Cannabiaca. Der Stein befindet sich heute im Vorraum des Gemeindeamtes Zeiselmauer, eine Kopie ist auf dem Schaugelände des Burgus aufgestellt. Gegen Ende des 4. Jahrhunderts wurde der Vicus aufgegeben und die Zivilbevölkerung zog sich hinter die Mauern des Kastells zurück. Vermutlich wurden einige Gebäude bewusst abgetragen, um daraus das Baumaterial für die neuen Behausungen im Inneren des Kastells zu gewinnen. Die Gräber wurden jetzt näher am Kastell oder teilweise direkt im ehemaligen Vicus ausgehoben. Besonders beim Bahn- und Häuserbau im 19. Jahrhundert kamen dann auch vermehrt Mauerreste, Gräber und Streufunde des Vicus ans Tageslicht.

## Limesverlauf zwischen Kastell Cannabiaca und Kastell Klosterneuburg
| Abbildung | ON/Name                               | Beschreibung/Zustand |
| --------- | ------------------------------------- | --- |
|           | Wachturm/Straßenstation Maria Gugging | Maria Gugging ist Katastralgemeinde von Klosterneuburg und liegt im Kierlingtal an der Bundesstraße 14. In der Antike verlief hier auch die Limesstraße durch den Wienerwald und verkürzte so die Route nach Cannabiaca. 1909 wurden hier zwei dem Gott Silvanus gewidmete Weihealtäre aufgefunden, einer von einem Angehörigen der Legio X Gemina gestiftet. Man nimmt an, dass sie aus dem sacellum (Heiligtum) eines Straßenwachturmes an der Grenze zwischen Pannonien und Noricum stammen. Hierfür fehlt aber jeglicher Baubefund. |
|           | Wachturm Greifenstein                 | Greifenstein ist eine Katastralgemeinde von Sankt Andrä-Wördern und liegt am Südostrand des Tullnerfelds, ungefähr neun Kilometer von Klosterneuburg entfernt in den Ausläufern des Wienerwalds in Niederösterreich. In der Antike lief hier die Limesstraße aus dem Kierlingtal kommend vorbei. 1938 wurde von Anton Ehrenstrasser am Eichberg eine Bronzenmünze aus der Zeit des Hadrian (geprägt in Rom) geborgen. 1969 wurden bei Erdarbeiten am Plateau unterhalb der mittelalterlichen Burg aus dem 11. Jahrhundert römische Funde gemacht, Mauerreste konnten dabei jedoch nicht beobachtet werden. Antike Schriftquellen über diesen Standort sind nicht bekannt. Auf Grund der günstigen Lage ist hier das Vorhandensein eines römischen Wachturmes aber sehr wahrscheinlich. |

## Hinweise
Von Wien aus kann man mit dem PKW über die B 14, die Klosterneuburger Bundesstraße nach Zeiselmauer gelangen. Die Schnellbahnlinie S 40 (ÖBB) verkehrt von Wien aus im 1/2-Stunden-Takt (Wien-Franz-Josefs Bahnhof – Zeiselmauer-Königstetten). Das Ortszentrum ist auch über den Donau-Radweg und mehreren daran anschließenden Stichstraßen durch das Augebiet zu erreichen (etwa zwei bis drei Kilometer).
Die Baudenkmäler können über den 500 Meter langen, so genannten Römerrundgang begangen werden. An jedem der fünf Haltepunkte sind Informationstafeln angebracht. Der Rundgang beginnt am Kirchplatz. Auf der Grünfläche befinden sich zwei Schautafeln die über das Kastell im Allgemeinen und die Krypta der Pfarrkirche mit dem Fahnenheiligtum informieren. Die Besichtigung der Unterkirche ist allerdings nur mit Führung und gegen Voranmeldung möglich. Vom Kirchenplatz (1) führen wenige Meter an der Bundesstraße Richtung Tulln zum Florianiplatz. Der dortige etwas über den rechten Gehsteig vorkragende Bau der Florianikapelle markiert die Stelle des westlichen Lagertors (Porta principalis sinistra). Rechts entlang der Augasse (Braunes Schild, Richtungspfeil Römermauern) gelangt man bald zum Schaugelände des Burgus (2). Von dort beginnt rechts die Römergasse, in der man nach etwa 150 Metern zur Ruine (3) des NO-Fächerturmes (Römergasse Nr. 6) gelangt. Danach zweigt nach rechts ein Fußweg ab, der leicht ansteigend zum Passauerplatz mit dem Körnerkasten (4) und wieder zurück zum Ausgangspunkt am Kirchplatz (5) führt. Von dort aus gelangt man in 5 Gehminuten durch die Schulgasse zum Gemeindeamt in der Bahnstraße, wo sich der Schauraum der römischen Funde (6) befindet.
Im Keller der Volksschule, der nicht allgemein zugänglich ist, haben sich die Fundamente des Hufeisenturms (s. o.) der südlichen Lagermauer erhalten, gleich daneben im Hof wurde ein Stück der südlichen Lagermauer freigelegt und konserviert. Im Eingangsbereich des Gemeindeamtes ist u. a. als Zeugnis der hier einst stationierten Truppen, der Cohors II Thracum, ist der dem Lucius Verus gewidmete Weihestein, sowie der Grabstein des Aelius Aemilius aus dem 2. Jahrhundert n. Chr., aufgestellt.

## Ausstellung im Schauraum des Gemeindeamtes
2015 wurde im Gemeindeamt (Bahnstraße) ein für Besucher unentgeltlich zugänglicher Schauraum eingerichtet, finanziert von Vereinsmitgliedern der "Freunde Zeiselmauers". Die kleine Ausstellung zeigt Fundstücke aus allen Epochen der römischen Besiedlung von Zeiselmauer. Hier sind auch bisher nicht gezeigte Funde zu sehen, die als Leihgaben vom Kunsthistorischen Museum Wien, dem Land Niederösterreich-Archäologischer Park Carnuntum und dem Bundesdenkmalamt zur Verfügung gestellt wurden. Alle Objekte wurden in Zeiselmauer gefunden und stammen aus der Zeit zwischen dem 1. und 4. Jahrhundert n. Chr.
| Abbildung | Zeitstellung                                      | Artefakte |
| --------- | ------------------------------------------------- | --- |
|           | 2. Jahrhundert n. Chr.                            | Weihealtar der Cohors II Thacorum für Lucius Verus, 164 n. Chr., der einzige schriftliche Nachweis für die Anwesenheit dieser Militärtruppe in Noricum. |
|           | 2. Jahrhundert n. Chr.                            | Grabstein des Aelius Aemilius, Soldat der 2. Thrakerkohorte und seiner Frau Amuca, Wienerwaldsandstein, 2. Jahrhundert n. Chr. Porträtbüsten in Rundbogennische, die Frau trägt eine norische Haube, auch ihr Name weist auf eine keltische Abstammung hin. Aelius trägt die typisch römische Haar- und Barttracht dieser Zeit und ein Militärhalstuch (focale). Über der Nische zwei abwärtschwimmende Delphine die die Seelen der Verstorbenen ins Totenreich geleiten. Das Medusenhaupt soll Dämonen abwehren. |
|           | 3. Jahrhundert v. Chr. bis 4. Jahrhundert n. Chr. | Bronzener Zinnbeschlag (2. Jahrhundert), Fundort Kirchenplatz, Halbkugeliger Glasbecher (Grabfund Königstettnerstraße, spätes 4. Jahrhundert), bronzener Zierbeschlag eines Metallgefäßes in Form e. Frauenkopfes, 2. bis 3. Jahrhundert (Kirchenplatz), Zwiebelknopffiebel, Grabfund Wolfpassinger Straße, 4. Jahrhundert, Besitzmarke (tessera) des Soldaten Flavius Emeritus, 1. Jahrhundert (Kirchenplatz), zwei Amulette (Fayencen) ägyptischer Gottheiten, Grabfund 1.–3. Jahrhundert v. Chr.               |
|           | 2. Jahrhundert n. Chr.                            | Medusenrelief zur Abwehr von Dämonen auf einem Firstbalken (Wienerwaldsandstein), einst wohl Bestandteil eines römischen Grabtempel. |
|           | 1. bis 4. Jahrhundert n. Chr.                     | Ziegelensemble, Hohlziegel e. Wandheizung (tubuli), halbrunder Deckziegel (imbrices), Dachziegel mit Stempelabdruck der spätrömisch-norischen Militärverwaltung (OFARNBONOMAG = OF(ficinia) A(uxiliares) R(ipenses) N(orica) BONO MAG(ister)). |
|           | 4. Jahrhundert n. Chr.                            | Eiserne Gebrauchsgegenstände und Haushaltsinventar (Fundort Bahnstraße), von links nach rechts: Lampenträger mit Aufhängevorrichtung und Schale, Kübelhenkel (Bronze), Haken, Stielpfanne, Leuchter, Schöpfer, Baummesser, Hebe- und Schiebeschlüssel, Hakenschlüssel, Hacke. |
|           | 2. bis 3. Jahrhundert n. Chr.                     | Keramik: Topf, germanische Grauware, 2. bis 3. Jahrhundert, Terra-Sigillata-Schale, ein Import aus Mittelgallien (Lezoux), 150–180 n. Chr., Reibschüssel, Importware, 2. Jahrhundert. |